# Traffico di droga

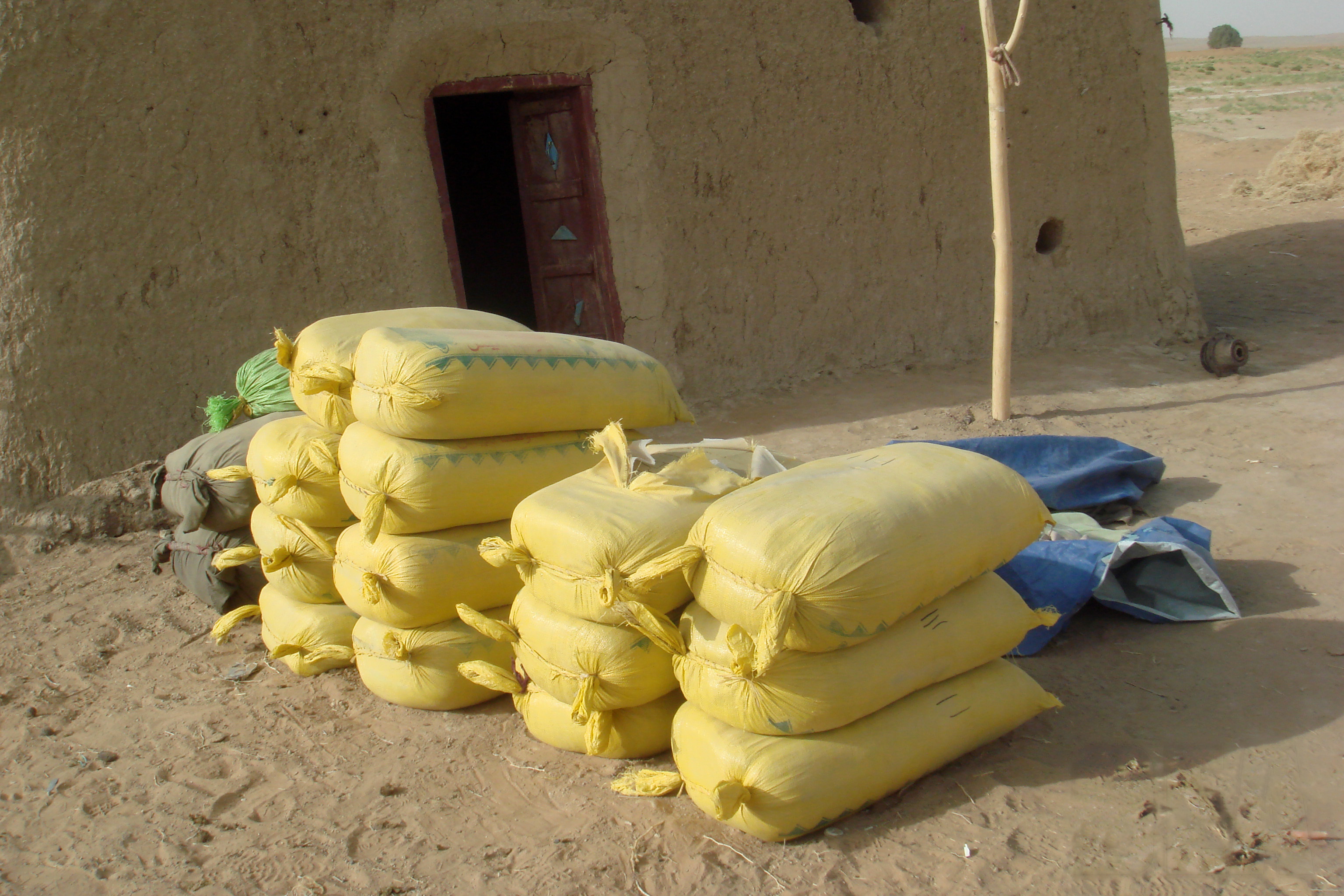
Sequestro di hashish dell'Operazione Albatross in Afghanistan della DEA

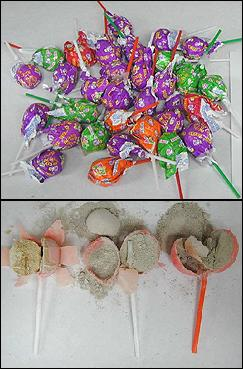
Uno dei metodi per trasportare eroina

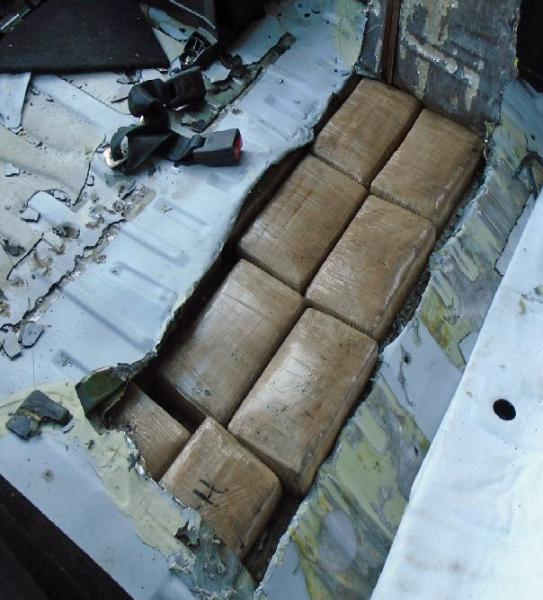
Quasi 500.000 dollari in cocaina

Il traffico di droga, traffico di stupefacenti o narcotraffico è un sistema di compravendita illegale delle sostanze stupefacenti.
Quest’attività è considerata una delle principali fonti di entrate di tutte le organizzazioni criminali definite di "stampo mafioso", nonché dei cosiddetti cartelli della droga dell'America Latina e dei Caraibi.

## Evoluzione storica

### I trattati internazionali e l'avvio del proibizionismo degli stupefacenti
Il sistema internazionale di controllo e lotta al traffico di sostanze stupefacenti nasce con la Conferenza internazionale di Shanghai (1909), convocata dal presidente statunitense Theodore Roosevelt, preoccupato dal consumo dilagante di oppio nelle Filippine (divenute colonia statunitense a seguito della guerra ispano-americana). La Conferenza di Shanghai e poi quella de L'Aia portarono alla stesura della Convenzione Internazionale sull'oppio, che venne firmata a L'Aia il 23 gennaio 1912 da Germania, Stati Uniti, Cina, Francia, Regno Unito, Italia, Giappone, Paesi Bassi, Persia, Portogallo, Russia e Siam. Gli Stati firmatari s'impegnarono a fare «ogni sforzo per controllare o fare controllare tutti coloro che fabbricano, importano, vendono, distribuiscono ed esportano la morfina, la cocaina e i loro rispettivi sali, nonché gli stabilimenti dove queste persone esercitano tale industria o commercio» e a proibire l'esportazione di tali sostanze verso i Paesi che ne avessero fatto specifico divieto. Nel 1919 ottenne validità mondiale essendo incorporata nel Trattato di Versailles, che affidò il controllo sui commerci internazionali di droga alla neocostituita Società delle Nazioni.
Si tennero a Ginevra tre nuove conferenze internazionali (1925, 1931 e 1936) sempre promosse dagli Stati Uniti d'America, le quali giunsero alla firma di una nuova Convenzione internazionale sull'oppio e alle relative integrazioni e revisioni che introdussero norme più restrittive riguardanti la fabbricazione degli stupefacenti e la loro importazione in altri Paesi, aggiunsero nuove sostanze nell'elenco delle droghe nocive e istituirono un sistema di controllo statistico supervisionato dall'Organo internazionale per il controllo degli stupefacenti, un organismo della Società delle Nazioni.
Nel frattempo gli Stati Uniti d'America furono il primo Paese a promuovere e avviare il proibizionismo degli stupefacenti: il Congresso, nell'approvare le nuove norme antidroga, fu fortemente influenzato dalle campagne proibizionistiche portate avanti dalle cosiddette "Società per la Sobrietà", gruppi religiosi e politici caratterizzati da un forte moralismo e fondamentalismo religioso, che sostenevano la superiorità dei WASP (White Anglo-Saxon Protestant) sulle altre minoranze etniche, associate al consumo immorale di stupefacenti e alcolici (l'oppio associato ai cinesi, la cocaina agli afroamericani, la marijuana ai messicani, le bevande alcoliche agli irlandesi). Per questi motivi nel 1914 l'Harrison Narcotics Act limitò fortemente la vendita di oppiacei e cocaina; nel 1924 l'Heroin Act (legge sull'eroina) rese illegale la fabbricazione, l'importazione e la detenzione di eroina; nel 1937 il Marihuana Tax Act rese illegale il commercio, l'uso e la coltivazione della canapa indiana dopo una campagna propagandistica promossa da Harry J. Anslinger (direttore del Federal Bureau of Narcotics) che diffuse l'idea che la marijuana causava "omicidio, la pazzia e la morte", in particolare tra le "razze meno civilizzate" (soprattutto ispanici e afroamericani). Questo però favorì lo sviluppo del contrabbando di stupefacenti gestito da elementi malavitosi, a causa dell'epidemica presenza dell'eroina e di altre droghe nella società statunitense: si stima infatti che negli anni dopo la prima guerra mondiale gli eroinomani e i morfinomani negli Stati Uniti fossero circa 200 000.

### La via dell'eroina

#### Albori
Negli anni '20-'30 le provincie cinesi del Sichuan e dello Yunnan erano i principali produttori mondiali di oppio, che era gestito da “signori della guerra” che erano riusciti a rendersi praticamente indipendenti dal governo centrale, al punto che le autorità dello Yunnan si finanziavano vendendo consistenti quantitativi di droga all'Indocina francese. L'oppio prodotto era però in gran parte destinato alle fumerie clandestine di Shanghai, Tientsin e Hong Kong, dove in quel periodo iniziava a diffondersi anche il consumo di eroina prodotta dalle industrie farmaceutiche europee (soprattutto tedesche), che veniva utilizzata come rimedio all'abuso di oppio, endemico nella società cinese. A causa di ciò, le Triadi di Shanghai (soprattutto la Banda Verde, che agiva sotto la protezione del Kuomintang di Chiang Kai-shek), oltre a gestire le fumerie di oppio, iniziarono a produrre in proprio eroina in laboratori locali che, oltre a rifornire i consumatori cinesi, veniva venduta alla Murder Inc. (una banda formata da criminali ebrei e italo-americani, guidata dal gangster Louis "Lepke" Buchalter) e costituiva la maggior parte dell'eroina smerciata negli Stati Uniti: la droga veniva nascosta nei bauli di ignari turisti che viaggiavano in transatlantico da Shanghai o Tientsin al porto di New York e la banda di Buchalter corrompeva gli agenti doganali statunitensi per non ispezionare i bauli.
In quegli anni un ruolo importante era svolto anche dai fratelli George ed Elias Eliopoulos, uomini d'affari d'origine greca con base a Parigi, i quali avevano a disposizione la produzione di diverse industrie farmaceutiche francesi, tedesche e turche che gli consentivano di vendere tonnellate di eroina in Cina ma anche negli Stati Uniti, Canada ed Egitto; i loro "clienti" principali erano sempre i gangster ebrei Lepke Buchalter e Dutch Schultz, che controllavano la malavita statunitense dell'epoca. Nel 1941, a seguito dell'invasione nazista della Francia, i fratelli Eliopoulos fuggirono negli USA, dove però furono incriminati per traffico di stupefacenti dal Federal Bureau of Narcotics.
Durante la seconda guerra mondiale, il flusso di eroina dalla Cina e dall'Europa verso gli Stati Uniti fu bloccato dal conflitto e il primo fornitore divenne allora il confinante Messico, che però produceva un'eroina di scarsa qualità tanto che gli eroinomani calarono a 20 000 in tutto il Paese. Nel 1949 la Rivoluzione di Mao Tse-tung riuscì a sradicare la produzione di oppio nello Yunnan e nel Sichuan, portandola a spostarsi più a sud oltre la frontiera, nella regione che venne definita "Triangolo d'oro", sotto il controllo delle armate fuggiasche del Kuomintang.

#### Il ruolo della mafia e la "French Connection"

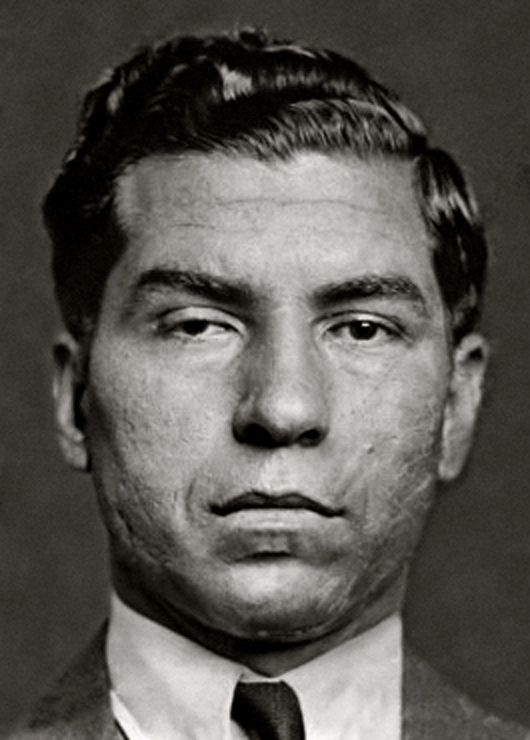
Lucky Luciano, considerato il protagonista di una massiccia espansione nel dopoguerra del commercio di eroina

Nel secondo dopoguerra numerosi mafiosi siculo-americani (espulsi dagli USA perché dichiarati "indesiderabili" e mandati in Italia), agli ordini del boss Lucky Luciano, si associarono a rappresentanti di rispettabili società farmaceutiche, come la Schiapparelli di Torino e la Saicom di Milano, per dirottare verso il mercato clandestino americano quantitativi consistenti di eroina prodotta per scopi farmaceutici. Tale losco traffico venne scoperto dalla Guardia di Finanza, in collaborazione con il Federal Bureau of Narcotics guidato da Anslinger, e i responsabili arrestati e condannati. Per queste ragioni i mafiosi americani trovarono nuove fonti di approvvigionamento di eroina: negli anni cinquanta bande di gangster corsi guidate dai boss Paul Mondoloni, Marcel Francisci, Antoine e Barthelemy Guerini e Joseph Cesari impiantarono a Marsiglia il principale centro della raffinazione illegale dell'eroina, ricavata dall'oppio prodotto in Turchia, che all'epoca era il principale produttore al mondo, e trasportato attraverso la Siria a Beirut, in Libano, dove veniva trasformato in morfina base.
L'eroina prodotta a Marsiglia veniva trasportata illegalmente negli Stati Uniti, dove la "merce" veniva ritirata dai trafficanti della Cosa Nostra americana; l'eroina entrava negli USA tramite due vie: direttamente attraverso il porto di New York oppure indirettamente attraverso l'America Latina o il Canada, dove la malavita corsa aveva numerose ramificazioni. Inoltre, i gangster corsi avevano basi per lo smistamento a Tangeri mentre i mafiosi siculo-americani a Cuba, che rimasero i principali luoghi di stoccaggio e di transito per l'eroina prodotta a Marsiglia e diretta nel Nordamerica fino alla fine degli anni cinquanta. Infatti si stima che negli anni del dopoguerra il numero di dipendenti da eroina negli Stati Uniti aumentò da 20 000 a 50 000 persone, diffondendosi particolarmente tra i personaggi dello spettacolo e, soprattutto, tra le minoranze afroamericane e portoricane che popolavano i ghetti dei maggiori centri urbani americani.
Il 14 luglio 1969, in un messaggio speciale al Congresso degli Stati Uniti, il presidente Richard Nixon identificò l'abuso di droga come "una grave minaccia nazionale" e chiese una politica antidroga a livello statale e federale; il 17 giugno 1971, durante una conferenza stampa, Nixon dichiarò ufficialmente "guerra alla droga", identificando l'abuso di stupefacenti come "nemico pubblico numero uno". Infatti in quel periodo era aumentato vertiginosamente il consumo di eroina, LSD e marijuana in Europa e in Nordamerica, che era stato favorito dal movimento hippy e si era anche largamente diffuso tra i soldati americani impegnati nella guerra del Vietnam, con un grande incremento del mercato illegale perché numerosi giovani hippy compivano viaggi in Estremo Oriente e in Marocco (i cosiddetti "Hippie trail") per andare a rifornirsi di ogni tipo di droga e molti furono "iniziati" all'eroina proprio durante le tappe in Afghanistan e Pakistan: nel 1969 si contavano negli Stati Uniti circa 250 000 eroinomani, che salirono a mezzo milione nel 1972 e la metà di essi si concentrava nella città di New York. Fu allora che l'amministrazione Nixon fece pressioni sul governo turco affinché eliminasse le piantagioni di papavero, che fornivano la maggior parte dell'oppio impiegato a Marsiglia nella produzione illegale di eroina, e condusse inchieste volte ad arrestare trafficanti corsi e siculo-americani di quella che venne soprannominata "French Connection", dal titolo originale del film di successo "Il braccio violento della legge" (1971): infatti il BNDD (Bureau of Narcotics and Dangerous Drugs) collaborò con la polizia francese, portando all'arresto dei principali trafficanti corsi e alla scoperta e allo smantellamento di numerose raffinerie illegali di eroina nella zona di Marsiglia.
Nel 1973 Nixon propose la creazione della DEA (Drug Enforcement Administration), che nacque dall'unione tra il BNDD e l'ufficio per il rispetto delle leggi sugli abusi di droghe (Office of Drug Abuse Law Enforcement) e che aveva il compito di fare rispettare le leggi antidroga negli Stati Uniti.

#### Il Medio Oriente, il "Triangolo d'oro" e la "Pizza connection"

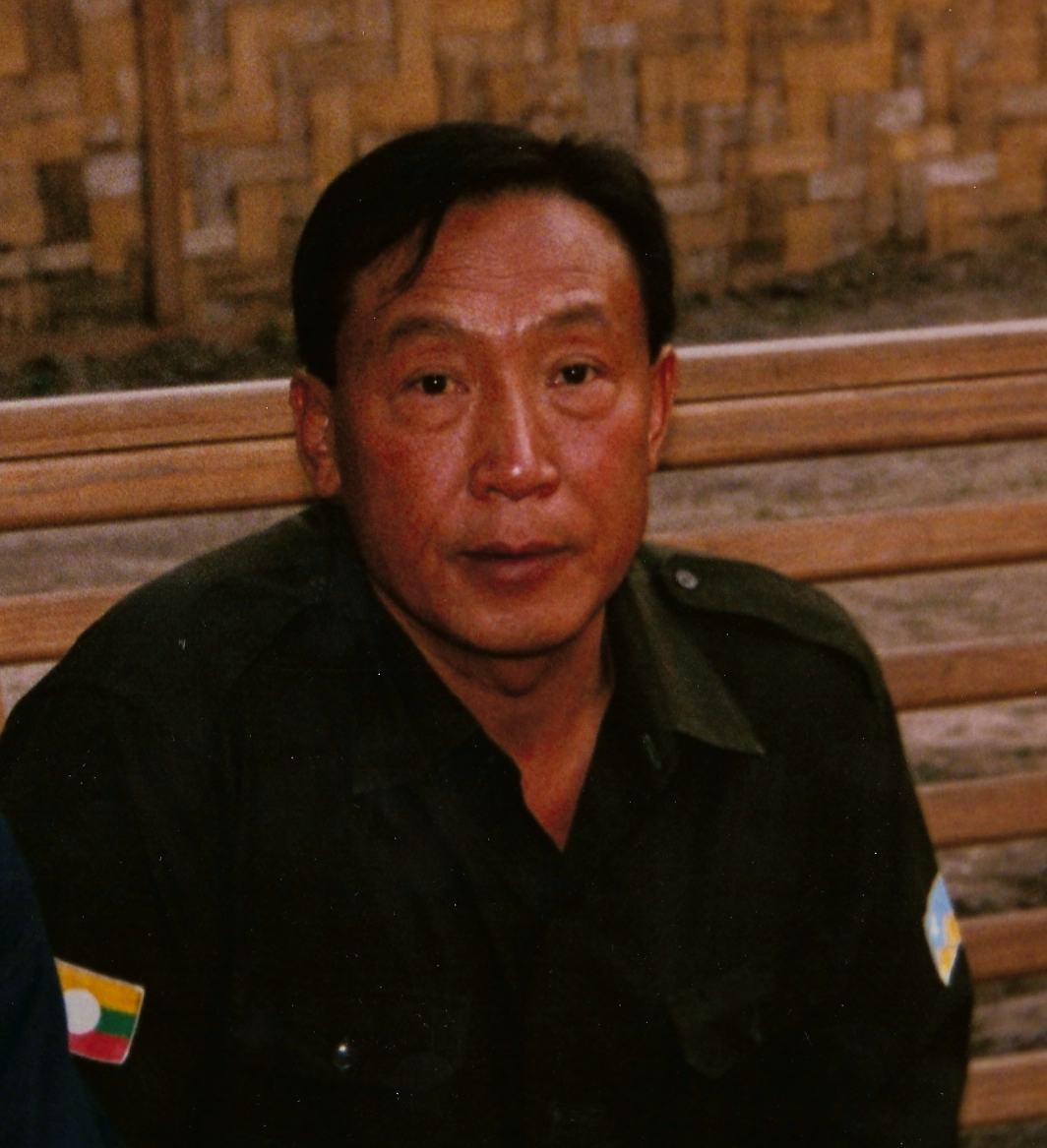
Chang Shee-Fu, detto "Khun Sa", che negli anni '80-'90 dominò il traffico mondiale di eroina

Nel 1971 il governo turco abolì la produzione di oppio e represse gran parte delle colture di papavero nell'area centrale dell'altopiano anatolico, favorendo così indirettamente le piantagioni situate nell'inaccessibile e periferico Kurdistan turco, al confine orientale con Siria e Iran. A causa di ciò aumentò la produzione in Medio Oriente, soprattutto nella regione che prende il nome di Pashtunistan, dove le piantagioni di papavero erano gestite appunto da tribù di etnia pashtun; l'oppio prodotto veniva barattato con partite di armi da bande curde in Iran e Siria attraverso emissari della mafia turca, che provvedevano a trasformarlo in morfina base in laboratori turchi o siriani, per poi inoltrarla, attraverso la Bulgaria e la Jugoslavia, a Francoforte o a Berlino Ovest, dove la stessa organizzazione la raffinava in eroina, destinata in prevalenza alle piazze di spaccio del Nord Italia (Milano, Torino e Verona) ma soprattutto a quelle della Germania Ovest, Paesi Bassi, Belgio, Austria e Svizzera, dove veniva smerciata dalle cellule dell'organizzazione terroristica dei Lupi grigi. Nel decennio 1975-85 le cifre della tossicodipendenza da eroina registrarono una crescita spettacolare in tutta l'Europa occidentale, diventando un'emergenza sociale e sanitaria allo stesso tempo, sia per l'alto tasso di microcriminalità connessa alla spaccio che per la diffusione epidemica di gravi patologie derivate dall'uso di siringhe infette, quali le epatiti, le endocarditi e l'AIDS: secondo il rapporto Biden del 1980 «il numero assoluto delle morti da eroina è in Germania più grande che negli USA [...] mentre in Italia la percentuale di tossicodipendenti sulla popolazione è più alta di quella degli Stati Uniti» e in quegli anni la città di Milano ottenne il triste primato mondiale per il numero di decessi per overdose da eroina.
Nello stesso periodo però assunse sempre più importanza la produzione di oppio nell'area del cosiddetto "Triangolo d'oro", compresa tra Birmania, Thailandia e Laos, dove le piantagioni di papavero erano gestite da formazioni paramilitari di etnia shan, kokang e wa, che così finanziavano la guerriglia contro il governo birmano; tra questi, il signore della guerra più importante era il cinese-shan Chang Shee-Fu, comandante dell'Esercito Unito dello Shan che assunse il nome di battaglia di "Khun Sa": nel 1967 scoppiò una vera e propria guerra tra Khun Sa e le truppe del Kuomintang stanziate nel Triangolo d'oro per il controllo dell'ormai lucroso traffico di oppio, che veniva trasferito in laboratori hongkonghesi e thailandesi per essere raffinato in eroina e morfina base tramite chimici forniti dalle Triadi di Hong Kong, che controllavano anche la distribuzione attraverso i numerosi immigrati cinesi operanti a Bangkok, luogo di partenza principale per i corrieri diretti in Nordamerica e in Europa. Amsterdam, una delle mete preferite degli "Hippie trail", divenne il principale punto d'ingresso europeo per l'eroina proveniente dal Sud est-asiatico.
Nella seconda metà degli anni settanta bande di spacciatori afroamericani e portoricani, sempre più indipendenti dai loro fornitori della Cosa Nostra americana grazie ad accordi diretti presi con i produttori asiatici e messicani, assunsero un ruolo primario nel mercato statunitense dell'eroina, come avvenne nel caso dell'afroamericano Leroy "Nicky" Barnes, che negli anni settanta fu leader della più grossa organizzazione di smercio di eroina a New York, il quale aveva il suo centro principale nel quartiere di Harlem. Tuttavia nello stesso periodo fu Cosa Nostra siciliana che si assicurò il controllo di circa il 30% del mercato dell'eroina negli Stati Uniti: i mafiosi siciliani acquistavano morfina base da trafficanti turchi o thailandesi e la facevano arrivare in diverse località rurali della Sicilia occidentale, dove veniva raffinata in eroina attraverso chimici di riconosciuta competenza, alcuni dei quali fatti venire appositamente da Marsiglia; la droga veniva infine trasferita negli Stati Uniti da corrieri insospettabili che viaggiavano su voli commerciali in partenza dall'aeroporto di Punta Raisi e inoltre numerosi mafiosi siciliani si trasferirono direttamente in Nordamerica per aprire catene di pizzerie che servivano per controllare la distribuzione dell'eroina, la quale avveniva attraverso i mafiosi italoamericani.
Il ruolo predominante di Cosa Nostra venne meno con le operazioni "Pizza connection" (1984) e "Iron Tower" (1988), condotte congiuntamente dalla polizia italiana e dall'FBI statunitense, che smantellarono la rete di trafficanti che si muovevano sulla rotta Sicilia-USA, nonché con la scoperta della raffineria di eroina ad Alcamo (1985, la più grande mai scoperta in Europa): nel 1991, secondo stime americane, ormai solo il 5% dell'eroina in entrata negli Stati Uniti era di provenienza siciliana, mentre il restante 95% proveniva da bande cinesi, curde o portoricane, che avevano contatti diretti con i produttori alla fonte. A partire dal 1988, la produzione di oppio nel Triangolo d'oro raddoppiò ogni anno, superando quella mediorientale: secondo una stima del 1992, la regione ormai produceva il 65% dell'eroina distribuita in Europa e l'80% di quella venduta a New York.

#### Il ruolo crescente dell'America Latina
A partire dagli anni '80 alcuni Paesi sudamericani e centroamericani (in particolare il Messico e la Colombia e in misura minore il Guatemala) hanno iniziato a produrre sempre più papavero da oppio per rispondere alla domanda di eroina da parte degli Stati Uniti. A metà degli anni '90 l'eroina colombiana ha progressivamente sostituito la più costosa eroina bianca del Triangolo d'oro e il continente americano è diventato praticamente autosufficiente.
Negli anni '70 il Messico produceva soprattutto un tipo molto grezzo di eroina marrone scuro, chiamata in gergo Mexican Mud (fango messicano): si stima che nel 1974 i trafficanti messicani controllassero la produzione e l'esportazione del 75% dell'eroina consumata negli Stati Uniti, tanto da indurre i governi statunitense e messicano ad adoperarsi per stroncare tale traffico. Il Mexican Mud venne soppiantato negli anni '80 della più apprezzata e ricercata eroina bianca, prodotta in Colombia dal Cartello di Medellin attraverso piantagioni di papavero da oppio importate dalla Thailandia nel dipartimento di Tolima; medesima operazione venne condotta dal Cartello di Cali, che impiantò la produzione di oppio ed eroina nella Valle del Cauca. Negli anni '90 le rotte dell'eroina messicana conducevano soprattutto verso gli stati della West Coast, dove iniziarono a commerciare il Black tar (catrame nero per via del colore molto scuro, che sostituì definitivamente il Mexican Mud), mentre la bianca colombiana raggiungeva soprattutto la East Coast, seguendo le rotte già battute dai Cartelli per il traffico di cocaina, tanto che nel 2003 ormai il 90% dell'eroina sequestrata negli USA proveniva dalla Colombia.
Tra il 2007 e il 2012 è nuovamente aumentata la produzione di oppio in Messico, a causa della crescita del 79% degli eroinomani negli Stati Uniti, che ora preferiscono sniffare o fumare la sostanza piuttosto che iniettarla endovena come avveniva un tempo; il potente Cartello di Sinaloa, guidato dal boss Joaquin Guzman detto "El Chapo", ha assoldato chimici colombiani per avviare la produzione di eroina bianca, diventando il primo fornitore degli USA, e ha introdotto le piantagioni di papavero in Honduras e Guatemala. Oltre allo Stato di Sinaloa, la produzione di oppio si è estesa a sud del Paese, in vasti appezzamenti nello Stato di Guerrero, soprannominato il "Pentagono dell'oppio" perché le piantagioni sono comprese nell'area tra Acapulco, Chilpancingo, Taxco e Iguala, controllate da bande locali affiliate ai vari Cartelli che si contendono la zona (Cartello di Sinaloa, Cartello di Beltrán Leyva, Familia Michoacana, Caballeros Templarios, Jalisco Nueva Generación): infatti l'elevata conflittualità per spartirsi il traffico di eroina ha provocato 804 omicidi nella sola Acapulco (classificata come una delle città più violente del Messico) durante il 2016.

#### La "Mezzaluna d'oro" e le Repubbliche ex-sovietiche

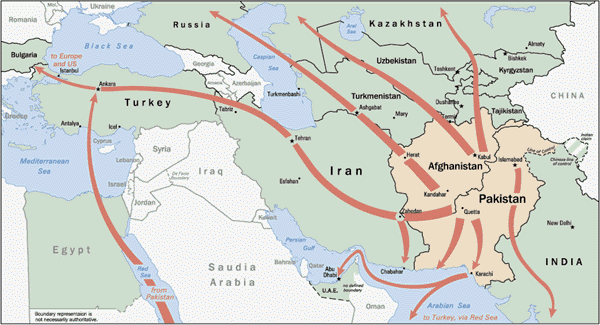
Le rotte dell'eroina prodotta nella "Mezzaluna d'oro"

Dopo l'accordo del 1989 tra il governo birmano e l'Esercito Unito dello Stato Wa per il cessate il fuoco e la resa di Khun Sa alle autorità birmane (1996), la produzione di eroina nel Triangolo d'oro si spostò dai villaggi alla frontiera con la Thailandia (tradizionalmente controllati dagli shan) a quelli al confine con la Cina, più a nord, controllati dai guerriglieri di etnia wa, che però preferirono potenziare la produzione di metanfetamina: questo fu uno dei fattori che portarono al calo di produzione di oppio, cui si aggiunsero le pressioni della comunità internazionale e delle autorità antidroga statunitensi, con il conseguente calo al 7% dell'eroina che giungeva dal Triangolo d'oro a partire dalla fine degli anni novanta, a vantaggio dell'area della cosiddetta "Mezzaluna d'oro", compresa tra Afghanistan e Pakistan, sotto il controllo di famigerati signori della guerra di etnia pashtun: i due terzi della produzione locale di papavero da oppio si concentrano nella provincia afghana di Helmand mentre negli anni '90 raffinerie clandestine sono sorte numerose lungo il confine Afghanistan-Pakistan e nella regione pakistana del Belucistan per produrre direttamente in loco eroina.
Un ventennio di conflitti interni (resistenza ai Sovietici, mujaheddin e regime dei Talebani) resero l'Afghanistan il principale produttore di oppio al mondo. Nel 1999 la politica del regime talebano e una stagione climatica particolarmente buona, seguita a due anni di gravi siccità, resero possibile una crescita dal 58% all'80% della quota afghana sulla produzione mondiale di oppio. Nel 2000 il capo talebano Mullah Mohammed Omar, su pressioni dell'ONU, lanciò una campagna contro la produzione di oppio, considerata anti-islamica, che portò a una riduzione del 99% delle coltivazioni afghane, che però tornarono a crescere a dismisura dopo l'invasione statunitense del 2001: si stima che nel 2016 l'Afghanistan produceva 7000 tonnellate di oppio all'anno.
L'eroina prodotta in Afganistan e Pakistan segue varie vie per arrivare sui mercati illegali mondiali, soprattutto europei e russi: attraverso l'Iran e la Turchia, i corrieri della mafia turca la portano nei Balcani, dove i clan delle mafie serba e albanese la distribuiscono nel resto d'Europa; un'altra importante rotta è quella che attraversa le ex Repubbliche sovietiche (Kazakistan, Kirghizistan, Uzbekistan e Tagikistan) o il Caucaso (dove operano agguerriti clan della mafia cecena) e giunge nella Federazione Russa, dove a partire dal crollo dell'URSS (1990) gli eroinomani sono cresciuti vertiginosamente, arrivando a circa 2 milioni nel 2012, così da diventare il primo Paese al mondo per consumo di eroina. Oggi, essendosi intensificati i controlli, si preferisce imbarcare l'eroina al porto di Karachi, in Pakistan, per farla arrivare in varie zone dell'Africa (soprattutto Kenya e Tanzania e, attraverso il Sahara o via mare, anche la Nigeria) da cui segue altre rotte, ma sempre per raggiungere l'America e l'Europa.

### La via della cocaina

#### I cartelli colombiani e la "guerra alla droga" degli anni '80

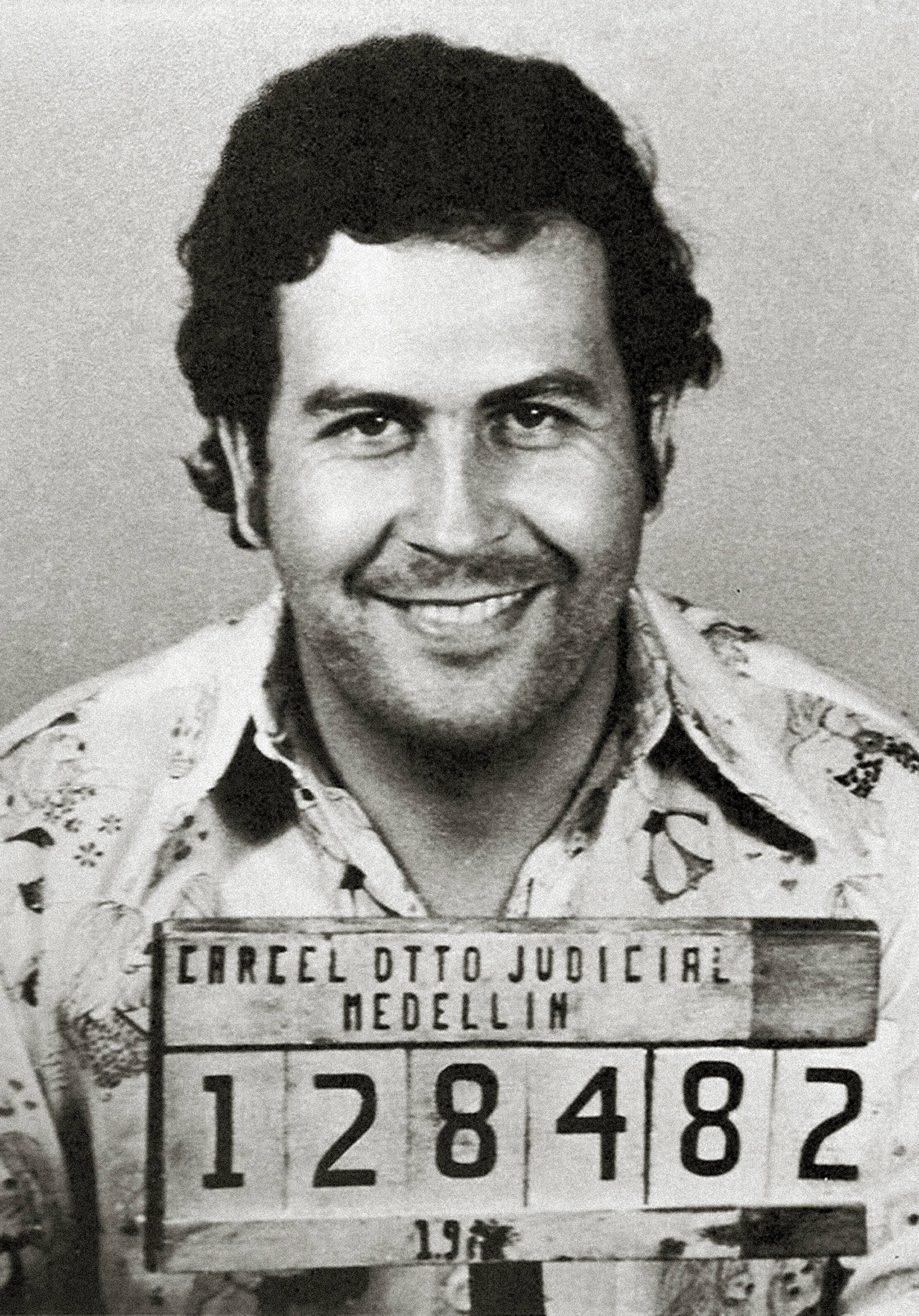
Pablo Escobar fondatore e capo incontrastato del Cartello di Medellin, detenuto nel 1976

Negli anni '50-'60 il traffico internazionale di cocaina era monopolizzato da trafficanti cubani e cileni, impegnati nella raffinazione ed esportazione in Nordamerica della materia prima acquistata in Perù o Bolivia. La Rivoluzione cubana del 1956 (che provocò la fuga di numerosi cubani in Florida, dove continuarono a occuparsi del commercio di cocaina) e poi il golpe Pinochet del 1973 chiusero quelle rotte di narcotraffico e favorirono l'ascesa di agguerrite bande di trafficanti colombiani, che riuscirono ad affrancarsi dai cubani e dai cileni, impiantando laboratori clandestini nella giungla colombiana dove la coca acquistata sempre nei Paesi andini veniva raffinata ed esportata soprattutto in Florida, New Jersey e New York, utilizzando le rotte già da loro impiegate nel contrabbando di sigarette e marijuana; ciò fu favorito dalla sempre crescente emigrazione colombiana negli USA e dal vertiginoso aumento del consumo di cocaina negli Stati Uniti, sottovalutato dalle autorità dell'epoca impegnate nella repressione del traffico di eroina. Allo stesso tempo, i narcotrafficanti colombiani incominciarono a promuovere la coltivazione su larga scala della coca in vaste aree del loro Paese, rendendo inutile l'importazione delle foglie dal Perù o dalla Bolivia.
Nei primi anni '80 i più potenti trafficanti colombiani si unirono in "cartelli": il Cartello di Cali (formato dai fratelli Gilberto e Miguel Rodriguez Orejuela con il loro collaboratore José Santacruz Londoño, testa di ponte dell'organizzazione nel Queens, NY) e soprattutto il potentissimo Cartello di Medellín, guidato da Pablo Escobar, dai fratelli Ochoa, Carlos Lehder e José Gonzalo Rodríguez Gacha. Dal 1984 il Cartello di Medellin aprì nuove rotte attraverso Messico, Nicaragua, Panama e Cuba verso gli USA e riuscì a esportare cocaina anche sui mercati illegali europei attraverso i legami con i contrabbandieri della mafia galiziana (soprattutto con il boss José Ramón Prado Bugallo), che dalle coste spagnole la facevano arrivare in Francia, Gran Bretagna e Paesi Bassi. Si stima che alla fine degli anni '80 il Cartello di Medellin arrivò a controllare l'80% del traffico mondiale di cocaina.
Negli anni 1979-83 le cosiddette "guerre della cocaina" a Miami tra le gang colombiane produssero oltre 250 omicidi in tre anni. L'escalation di violenze indusse la DEA a indagare sui cartelli colombiani, con una strategia che - alla fine dell'amministrazione Reagan e per tutto il successivo decennio - ebbe anche un'ampia ricaduta politica: i governi USA e colombiano negoziarono una forma di cooperazione di polizia particolarmente accentuata, che portò all'estradizione di diversi sospetti criminali processati e condannati da Corti statunitensi, primo tra tutti il boss di Medellin Carlos Lehder. La ricaduta politica si accentuò quando a livello parlamentare si cercò - invocando la sovranità nazionale - di approvare un emendamento costituzionale che vietasse l'estradizione del cittadino colombiano: intorno alla vicenda - e alla sua consonanza con la battaglia dei narcotrafficanti indicati nella lista dei criminali ricercati, autodefiniti Los Extradables (Gli "Estradabili") - Gabriel García Márquez trasse lo spunto per il suo libro "Notizia di un sequestro". Per questi motivi il Cartello di Medellin aprì la cosiddetta stagione del "narco-terrorismo", che consistette nell'uccisione indiscriminata di giudici, poliziotti, politici e giornalisti che si opponevano al Cartello, ricorrendo anche ad attentati dinamitardi che producevano vittime innocenti tra la popolazione colombiana.
Dopo anni di ricerche della DEA l'ultimo capo di Medellin in libertà, Pablo Escobar, venne ucciso nel 1993 in un blitz dell'esercito colombiano e di conseguenza il Cartello di Medellin venne sciolto. Nel 1995, dopo l'arresto dei fratelli Orejuela, anche il Cartello di Cali venne sciolto e un suo vecchio membro, Diego Leon Montoya Sanchez 'Don Diego', fondò il cartello di Norte del Valle. Di conseguenza si formarono vari gruppi indipendenti come i Los Rastrojos, la Oficina de Envigado o i potenti Los Urabeños (detti anche Clan del Golfo) che sono nati dopo la disfatta del cartello di Norte del Valle decimato dagli arresti. Queste organizzazioni (dette “Bandas Criminales” o BACRIM) vengono spalleggiate da formazioni paramilitari operanti nel Paese (soprattutto l'AUC o le FARC, che tassano i coltivatori locali di coca e gestiscono i laboratori clandestini) e riescono ancora oggi a mandare carichi di cocaina di altissima qualità attraverso il Messico, dove i cartelli messicani mandano indietro navi o aerei carichi di denaro e spediscono la cocaina negli Stati Uniti attraverso vari tunnel, canali e cellule di distribuzione. Per quanto riguarda l'esportazione sui mercati europei, i narcos colombiani hanno stretto importanti accordi soprattutto con la 'ndrangheta calabrese ma anche con i clan della Camorra napoletana (che controllano il quartiere Scampia, la piazza di spaccio più grande d'Europa) e, in maniera sempre crescente, con le bande albanesi, serbo-montenegrine e nigeriane, che si servono delle loro reti di affiliati sparsi in tutta Europa per la distribuzione della cocaina.

#### L'ascesa dei Cartelli messicani

Mappa dei Cartelli messicani sulla base di uno studio del maggio 2010 di Stratfor: Cartello di Tijuana, rosso; Cartello di Beltrán Leyva, arancio; Cartello di Sinaloa, giallo; Cartello di Juárez, marrone; La Familia Michoacana, verde; Cartello del Golfo, ciano; Los Zetas, blu.

Nel 1976 la DEA e il governo messicano avviarono l'Operazione Condor nell'area del cosiddetto "Triangolo d'Oro messicano" (gli stati di Sinaloa, Durango e Chihuahua), dove i trafficanti locali controllavano le piantagioni di papavero da oppio e marijuana: furono impiegati elicotteri per fumigare con erbicidi le piantagioni mentre l'esercito messicano compì numerosi arresti e saccheggi nell'area. I più potenti trafficanti di Sinaloa (Miguel Felix Gallardo, Ernesto Fonseca Carrillo e Rafael Caro Quintero) fuggirono allora nella città di Guadalajara, nello Stato di Jalisco, dove si unirono in un "Cartello" con altri produttori per continuare l'esportazione di eroina e marijuana verso gli Stati Uniti. A metà degli anni '80, grazie alla mediazione dell'honduregno Juan Matta-Ballesteros, il Cartello di Guadalajara si accordò con i Cartelli di Medellin e Cali per la fornitura di cocaina da introdurre negli USA via Messico: si stima che nel 1984 i messicani ricevevano dai colombiani 4.000 $ per ogni chilo di cocaina trasportato negli Stati Uniti; tra il 1989 e il 1991 trattengono il 30% della merce colombiana come "tassa" per il passaggio della frontiera americana mentre nel 1993 ormai il 50% della cocaina in entrata negli Stati Uniti proviene direttamente dai Cartelli messicani, che approfittarono della crisi e dello smembramento delle grandi organizzazioni colombiane che controllavano l'esportazione. Tuttavia, nel 1985 il brutale omicidio dell'agente DEA Enrique 'Kiki' Camarena (che indagava sui traffici del Cartello di Guadalajara) e le forti pressioni statunitensi che ne seguirono, costrinsero il governo messicano ad arrestare i leader del Cartello Caro Quintero e Fonseca Carrillo mentre Felix Gallardo venne catturato solo nel 1989 a causa delle forti coperture di cui beneficiava; prima dell'arresto, Gallardo assegnò i nuovi itinerari del narcotraffico verso gli Stati Uniti ai suoi fedelissimi: l'itinerario di Tijuana sarebbe andato ai fratelli Arellano Felix (Cartello di Tijuana); quello di Ciudad Juárez sarebbe andato ai fratelli Carrillo Fuentes, nipoti di Fonseca Carrillo (Cartello di Juárez); a Miguel Caro Quintero (fratello di Rafael) fu assegnato il corridoio di Sonora (Cartello di Sonora); il controllo del corridoio di Matamoros - poi sotto il controllo del Cartello del Golfo - sarebbe finito sotto il dominio di Juan García Ábrego; Joaquín Guzmán Loera 'El Chapo' e Ismael Zambada García 'El Mayo' avrebbero diretto le operazioni sulla costa del Pacifico, fondando il Cartello di Sinaloa.

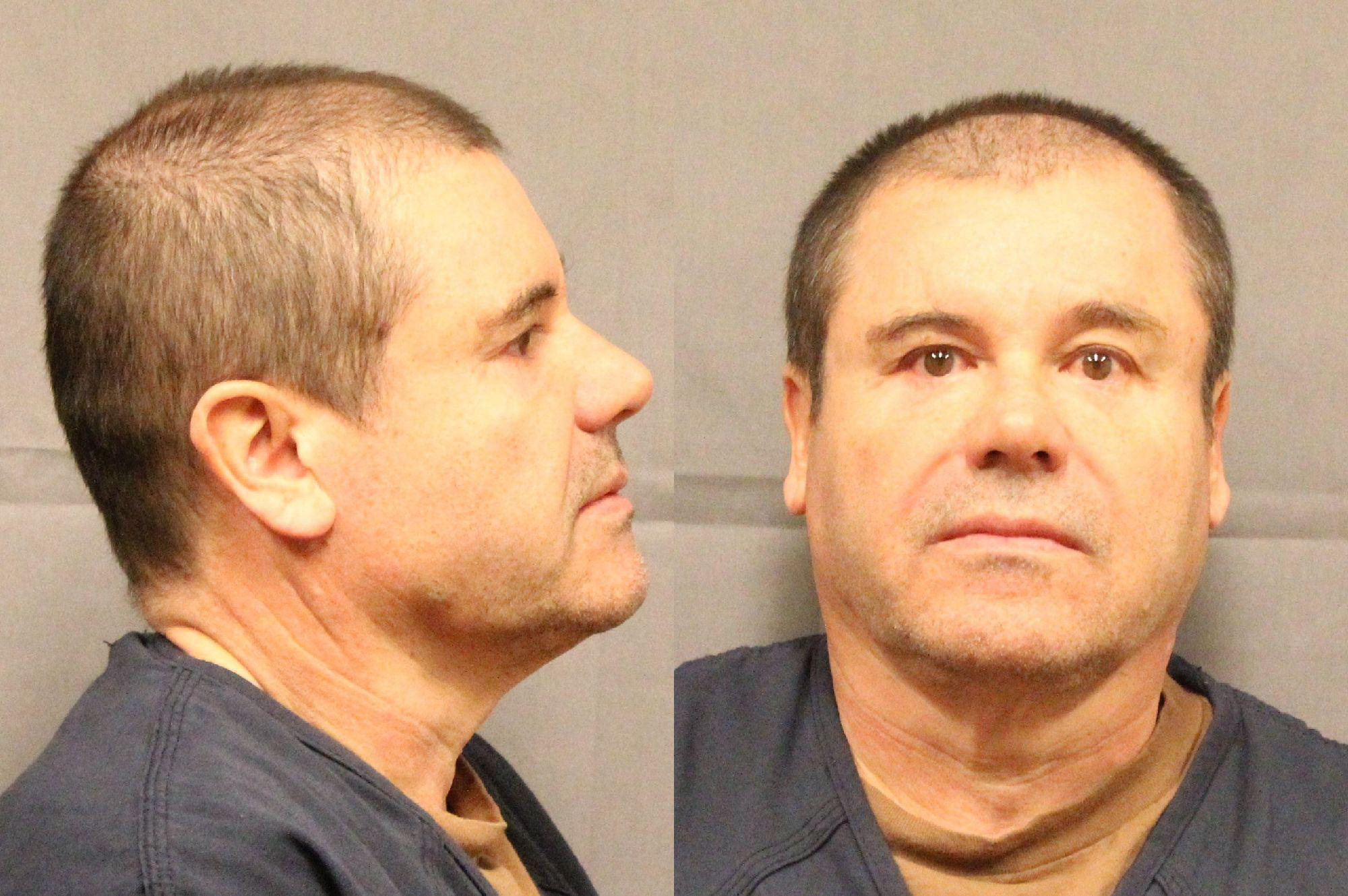
Joaquín Guzmán Loera, detto 'El Chapo', capo incontrastato del Cartello di Sinaloa (foto segnaletica del 2017)

Dagli anni '80 in poi, la cocaina passa il confine Messico-USA soprattutto tramite tunnel sotterranei scavati dai narcos: Chicago infatti rappresenta ancora oggi lo sbocco principale per il traffico di droga nel Midwest soprattutto per il Cartello di Sinaloa mentre Los Angeles costituiva lo sbocco nella West Coast per il Cartello di Tijuana, ma i vari Cartelli cercarono di espandersi in altri territori che portarono all'inizio di nuovi conflitti: basti pensare alla guerra tra il Cartello di Tijuana e il Cartello di Sinaloa nei primi anni 2000, dove i sinaloani capeggiati da Joaquin Guzman 'El Chapo' uscirono vincitori, oppure allo scontro tra Sinaloa e il Cartello del Golfo per il controllo dello snodo di Nuevo Laredo. Inoltre, nel 2006 il neoeletto Presidente messicano Felipe Calderón ha dichiarato "guerra" ai Cartelli, che venne portata avanti anche dal suo successore Enrique Peña Nieto attraverso l'impiego dell'esercito per stanare i latitanti e riportare l'ordine nei luoghi più pericolosi del Paese: il bilancio di tale guerra è stato di 200 000 vittime tra civili innocenti, narcos, soldati e poliziotti.
Dall'inizio del nuovo millennio i Cartelli messicani hanno ampliato il loro giro di affari continuando a esportare cocaina dalla Colombia attraverso nuove vie nell'America Centrale: i narcos messicani (in primis il Cartello di Sinaloa e Los Zetas) hanno costituito appendici in Honduras (Cartello Los Valle), in Guatemala (Cartello dei Lorenzana) e in Repubblica Dominicana (Cartello del Cibao) che servono per il transito della cocaina colombiana acquistata dai Los Urabeños e hanno stabilito contatti in Perù con le famigerate "firmas" (i clan mafiosi peruviani), che gestiscono le piantagioni di coca e i laboratori locali per la trasformazione in cocaina, che parte dai porti peruviani di Callao, Chimbote e Paita per raggiungere il Messico e quindi gli Stati Uniti. Inoltre, i Cartelli messicani hanno iniziato a rifornire di cocaina il sempre crescente mercato europeo, stabilendo relazioni con la 'Ndrangheta: basti pensare all'operazione 'Crimine 3' del 2011 che dimostrò un collegamento tra le 'ndrine Aquino-Coluccio di Gioiosa Jonica e i Pesce di Rosarno con il Cartello del Golfo e i Los Zetas per le forniture di cocaina da immettere poi in Europa fino in Germania.
Secondo un rapporto della DEA, la geografia dei Cartelli operanti in Messico ha subìto la seguente evoluzione:
- Dopo vari omicidi e arresti il Cartello di Tijuana è quasi stato debellato ed è ora comandato da Enedina Arellano Felix (detta "La Narcomami'' o 'La Madrina''') e da suo nipote Alberto 'El Piloto' Arellano Felix, figlio del famoso boss deceduto Ramon:[131] i due hanno iniziato a fare affari in Colombia con i Los Rastrojos e altri rivenditori colombiani per cercare accordi più proficui riguardo alle forniture di cocaina per il Cartello.[132] A partire dal 2010 anche il Cartello del Golfo è stato ridimensionato dalla violenta guerra contro il loro ex braccio armato Los Zetas, che è stata caratterizzata da efferati omicidi, torture, rapimenti e decapitazioni.[133][134]
- Il Cartello di Sinaloa resta uno dei più influenti, con ramificazioni in tutto il Messico e anche in altri Paesi (Stati Uniti, Colombia,[135] Perù,[126] Bolivia, Repubblica Dominicana,[122] Guatemala, Canada,[136] Cina[137] e Italia[138])[137]. Nel 2008 i fratelli Beltrán Leyva si sono staccati da Sinaloa e hanno fondato il Cartello di Beltrán Leyva, che si è alleato con il Cartello del Golfo e gli Zetas per fare la guerra a 'El Chapo'.[117][139] Nel 2016 'El Chapo' Guzman è stato catturato dalle autorità messicane ed estradato negli Stati Uniti l'anno successivo;[140][141] nel 2019, il processo aperto contro di lui a New York ha portato alla sua condanna all'ergastolo per dieci capi d'imputazione.[142] Il Cartello resta però molto potente ed è guidato dal latitante Ismael Zambada detto 'El Mayo'.[58][117]
- Un altro Cartello importante, la Familia Michoacana (nata nel 2006 da una scissione degli Zetas[143]), che ora però è probabilmente defunta sgominata dagli arresti e ha lasciato il posto al Cartello scissionista dei Caballeros Templarios, esporta tonnellate di metanfetamina, cocaina, eroina e marijuana di altissima qualità ad Atlanta.[144] Inoltre, la Familia utilizza la città portuale di Lazaro Cardénas in Michoacán per l'importazione di cocaina dal Perù e dalla Colombia e di efedrina dalla Cina necessaria alla produzione di metanfetamine.[145] Nel 2009 la Familia ha subito una grande operazione antidroga chiamata 'Progetto Coronado' dove 1 186 membri del Cartello vennero arrestati, 33 milioni di dollari vennero sequestrati insieme a 2 tonnellate di cocaina, 1 240 chili di metanfetamina, 13 chili di eroina e 7 430 chili di marijuana dando un durissimo colpo al cartello.[143] Nel 2011 poi ci fu l'operazione 'Progetto Delirium' dove vennero sequestrati grandi quantità di eroina, cocaina e metanfetamina e venne arrestato il leader del cartello, José de Jésus Mendez Vargas.[146]
- Nel 2011 lo spietato narcotrafficante Nemesio Rubén Oseguera Cervantes detto 'El Mencho', il quale lavorava per uno dei rami del Cartello di Sinaloa nello Stato di Jalisco (il Cartello del Millennio)[58], ha fondato il Cartello di Jalisco Nueva Generación (CJNG),[147] che si presentò pubblicando una serie di video in cui rivendicava le efferate uccisioni di membri del Cartello rivale dei Los Zetas: in pochi anni il CJNG ha condotto una guerra su più fronti, sconfiggendo i Caballeros Templarios nel sud del Michoacán mentre nella zona a nord di Guadalajara hanno costretto gli Zetas alla fuga.[58] Nel marzo 2020 la DEA ha portato a termine l'operazione antidroga chiamata "Progetto Phyton" dove quasi 700 membri del CJNG vennero arrestati e 22 milioni di dollari sequestrati insieme a 20 tonnellate tra cocaina e metanfetamine.[148] Nell'agosto 2023 un gruppo criminale ecuadoriano affiliato al CJNG rivendicò l'omicidio di Fernando Villavicencio, uno dei candidati alle elezioni presidenziali in Ecuador, nazione da alcuni anni utilizzata come base per i traffici dei narcos messicani[149][150].

#### Il predominio della 'Ndrangheta

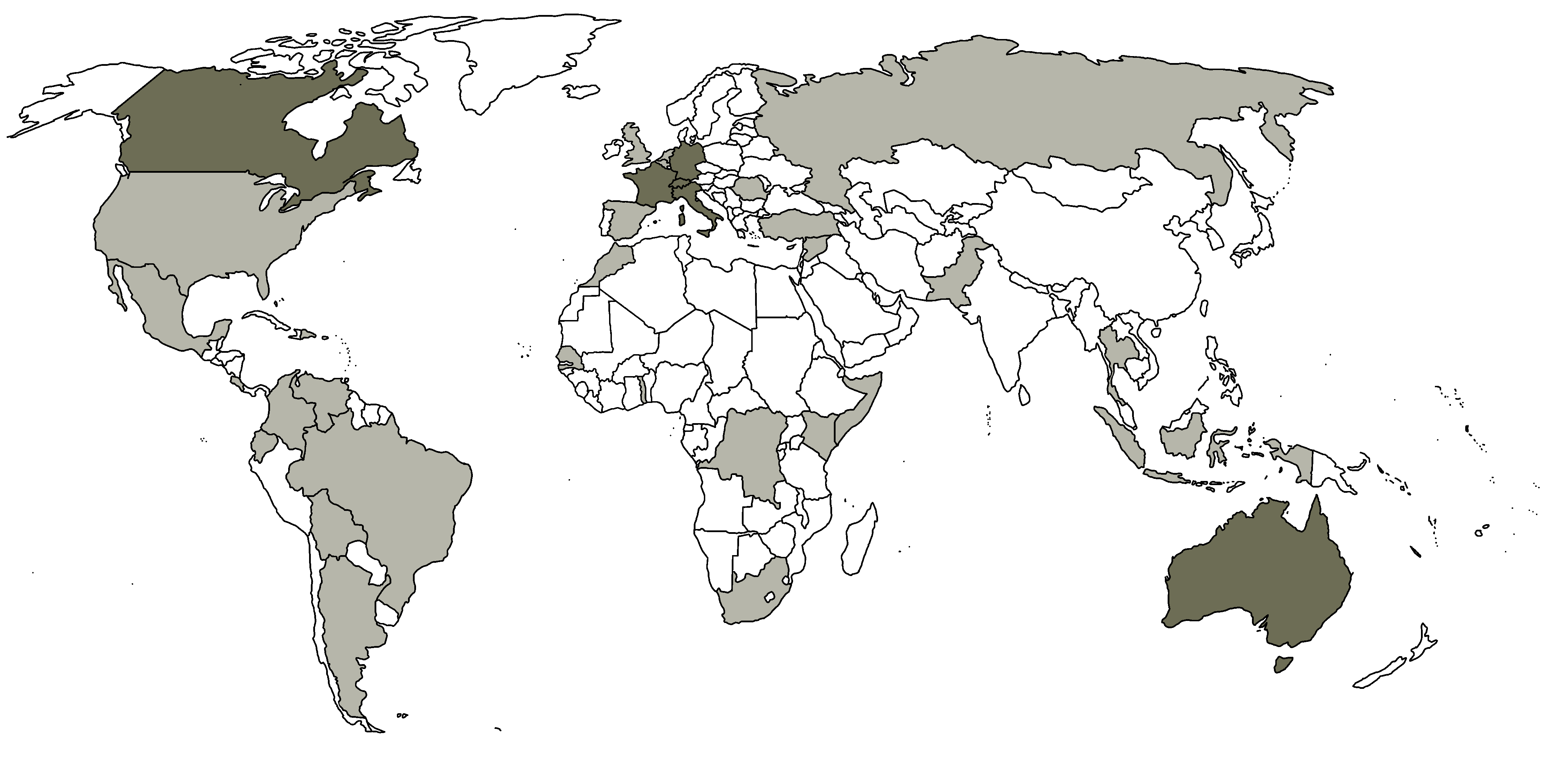
La presenza della 'Ndrangheta nel mondo: in grigio scuro le nazioni con la presenza accertata di Locali 'ndranghetisti, in grigio chiaro le nazioni dove i mafiosi calabresi sono presenti per commettere atti illeciti, come il narcotraffico o il riciclaggio.

Negli anni '90, la 'Ndrangheta stabilì contatti con il Cartello di Medellín attraverso il broker Roberto Pannunzi, ex dipendente dell'Alitalia legato alla 'ndrina Macrì-Commisso di Siderno (meglio nota come "Siderno Group"), il cui figlio aveva sposato la figlia di un boss del Cartello. Legami furono instaurati anche con il concorrente Cartello di Cali, tanto che nel 1994 venne sequestrato un container carico di 5 497 kg di cocaina a Borgaro Torinese (TO), destinato al clan siciliano dei Cuntrera-Caruana e alle 'ndrine calabresi dei Mazzaferro, dei Morabito, dei Barbaro, dei Pesce, dei Cataldo e degli Ierinò: si trattò del più ingente sequestro di cocaina avvenuto in Europa in quel periodo.
Successivamente alla disgregazione dei grandi Cartelli in organizzazioni più piccole alla fine degli anni '90, la 'Ndrangheta continuò una relazione stabile con i colombiani e molti 'ndranghetisti vivono in loco per mantenere forti rapporti e prezzi di favore con i narcos colombiani e le AUC di Salvatore Mancuso Gómez.
Grazie a questa stretta collaborazione, la 'Ndrangheta dal 2000 in poi è riuscita a ottenere il monopolio della cocaina in Europa raggiungendo cifre da capogiro: infatti, secondo stime ufficiali, a partire dal 2003 la domanda di cocaina in Europa è aumentata vertiginosamente, tanto che nel 2010 il 40% della produzione mondiale era destinata ai mercati europei. Numerose volte la 'Ndrangheta fa da garante con i colombiani per i clan siciliani di Cosa Nostra e camorristici in caso di mancati pagamenti per le partite di cocaina e addirittura conviene alle altre mafie italiane comprare la cocaina direttamente in Italia dai calabresi.
La cocaina una volta veniva fatta spedire su navi direttamente dalla Colombia al porto di Gioia Tauro, oppure tramite corrieri per via aerea.
Al giorno d'oggi essendosi intensificati i controlli si preferisce trasportarla prima nei paesi limitrofi come l'Argentina o il Venezuela e poi spedirla in Italia o addirittura farla passare dall'Africa occidentale (Guinea-Bissau, Nigeria, Ghana, Costa d'Avorio) dalla quale ci sono meno controlli.
Nel 2008 il ROS dei Carabinieri, in accordo con la DEA americana, portò a termine l'operazione antidroga "Solare", in cui veniva accertato che la 'ndrina calabrese dei Coluccio-Aquino, grazie alle proprie ramificazioni negli Stati Uniti, riusciva a rifornirsi di cocaina dai Cartelli messicani, in primis dal Cartello del Golfo e dai Los Zetas; nel 2011 l'operazione "Crimine 3" portava alla luce un "consorzio" di 'ndrine (gli Aquino-Coluccio, gli Ierinò, i Commisso della ionica reggina e i Pesce di Rosarno) che, attraverso il loro broker Vincenzo Roccisano (originario di Gioiosa Jonica ma residente negli Stati Uniti), acquistavano cocaina dai Los Zetas. Inoltre, sempre negli anni 2000, la 'ndrangheta ha trovato come referente il più potente e sanguinario gruppo criminale brasiliano, il Primeiro comando da Capital (PCC), che si rifornisce di cocaina direttamente in Perù e Bolivia e la spedisce in Europa dal porto di Santos, in Brasile, dove viene occultata nei container con destinazione finale nei porti di Anversa e di Rotterdam o di Gioia Tauro, passando a volte dagli scali dell'Africa occidentale: negli anni 2010 il porto di Santos è diventato il principale hub della cocaina destinata ai mercati europei.
Il 26 aprile 2013 viene arrestato a Medellín il broker della cocaina Domenico Trimboli, nato a Buenos Aires ma originario di Natile di Careri, e latitante dal 2009, cui segue di qualche giorno l'arresto (avvenuto sempre nella città colombiana) di un altro importante broker, Santo Scipione detto "Papi", originario di San Luca e latitante dal 2006, entrambi responsabili dell'esportazione di tonnellate di cocaina verso Italia e Canada. All'udienza del tribunale di Alessandria nel 2014, Trimboli decide di diventare collaboratore di giustizia. Era in contatto con il narcotrafficante Roberto Pannunzi, con le cosche della ionica reggina, la Camorra e Cosa Nostra nonché con il narcotrafficante colombiano Nelson Ybara Ramirez, di cui ha sposato la figlia.
Il 5 dicembre 2018 si conclude l'operazione "European 'ndrangheta connection" (ex Pollino) condotta dalla Direzione Nazionale Antimafia insieme all'Eurojust e partita da forze dell'ordine olandesi che ha portato all'arresto di un'organizzazione di 90 persone dedita al traffico internazionale di stupefacenti tra Belgio, Paesi Bassi, Germania, Italia, Colombia e Brasile e che colpisce alcuni esponenti delle 'ndine Pelle-Vottari e Nirta-Strangio di San Luca, Cua-Ietto di Natile di Careri e Ursini di Gioiosa Jonica, nonché esponenti della criminalità turca, accusati alcuni anche di intestazione fittizia e associazione mafiosa. L'operazione ha anche portato al sequestro di diverse tonnellate di cocaina e alla scoperta di azioni di riciclaggio, di pagamenti in bitcoin, e dell'uso di attività ristorative dei clan calabresi come supporto alla logistica del traffico: la cocaina arrivava nei porti olandesi e belgi dal Sudamerica o acquistata direttamente nei Paesi Bassi dai clan albanesi per poi essere venduta in Germania dalle 'ndrine.
Il 9 luglio 2019 viene arrestato a Praia Grande (San Paolo del Brasile) il piemontese d'origini calabresi Nicola Assisi, il più grande broker di cocaina della 'Ndrangheta, insieme al figlio Patrick; era nella lista dei cento latitanti più pericolosi ed era anche ricercato dalla DEA americana perché teneva i contatti con i narcos brasiliani del PCC, che gli consentivano di muovere ogni mese 200 kg di cocaina da Brasile, Perù e Venezuela fino al porto di Gioia Tauro per conto delle 'ndrine calabresi.

## Traffico di droga per area geografica

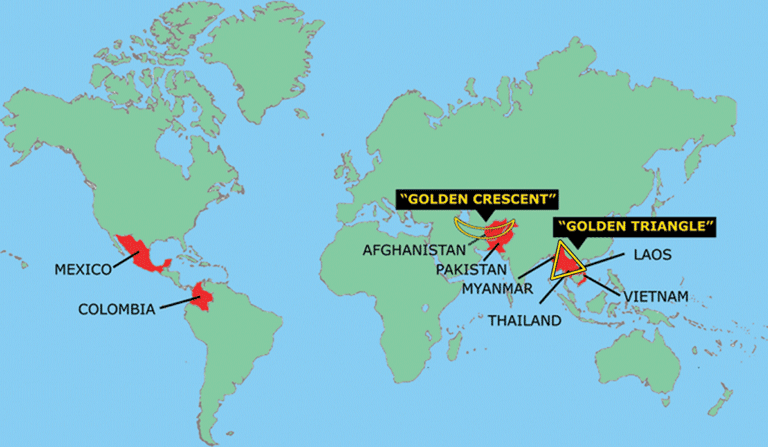
I principali produttori mondiali di eroina (colorati in rosso)

A oggi i principali produttori di cocaina si trovano in Sud America (Colombia, Perù e Bolivia) e di eroina nei Paesi della Mezzaluna d'oro (Iran, Afghanistan e Pakistan), nei Paesi del Triangolo d'oro (Birmania, Thailandia e Laos), in Messico e in Colombia. Per quanto riguarda la cannabis essa viene coltivata in quasi tutti gli Stati del mondo ma bisogna distinguere la produzione delle infiorescenze della pianta (marijuana) da quella della resina (hashish): il principale produttore mondiale di marijuana è il Messico, seguito da Albania, Stati Uniti, Paraguay e Nigeria mentre di hashish sono il Marocco, il Pakistan e il Libano. I maggiori produttori di droghe sintetiche (amfetamine, metanfetamine, metaqualone, ketamina, LSD e MDMA) si concentrano in Asia (Cina, India, Siria e Birmania), America (Messico) ed Europa (Paesi Bassi, Belgio, Repubblica Ceca, Polonia, Bulgaria e Paesi Baltici). I maggiori consumatori di queste sostanze stupefacenti sono i Paesi occidentali: Stati Uniti, America Latina e Caraibi, Paesi europei, Russia e Australia, mentre sono aree di passaggio il Medio Oriente e l'Africa; i derivati della cannabis sono le droghe più consumate al mondo (ne fanno uso circa il 4% della popolazione mondiale): l'hashish è consumato prevalentemente nel Vecchio continente mentre nel Nuovo continente prevale la marijuana.

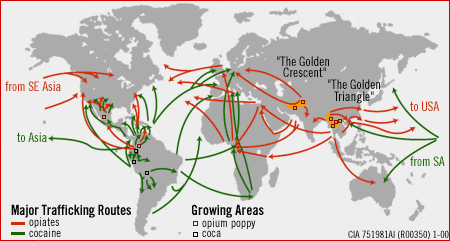
Mappa del traffico mondiale di cocaina ed eroina: i quadratini mostrano le aree di produzione mentre le linee rosse segnano le principali rotte dell'eroina; viceversa, le linee verdi quelle della cocaina.

Le principali rotte della cocaina e dell'eroina si trovano in queste aree: dai paesi produttori del Sud America, attraverso l'America centrale o il Messico, verso gli Stati Uniti; per via navale o aerea direttamente verso gli aeroporti e porti europei, o di passaggio da Brasile e Venezuela e poi dall'Africa occidentale verso l'Europa meridionale.
Dal Sud America, mediante l'Oceano Pacifico, va verso l'Australia e il sud-est asiatico.
L'esportazione di eroina parte dall'Afghanistan verso la Turchia e passa dall'Europa orientale oppure dal Pakistan giunge nei porti dell'Africa orientale e risale il continente nero per arrivare nell'Europa meridionale. Sempre dall'Afghanistan, attraversa le corrotte ex repubbliche sovietiche dell'Asia centrale per giungere in Russia. Dal Triangolo d'oro, l'eroina segue altri percorsi: arriva a Bangkok, considerata lo snodo principale, e da lì parte verso Europa e Nord America; oppure va a nord attraverso la provincia cinese dello Yunnan e quella del Guangxi, prosegue fino a Hong Kong per raggiungere l'Australia e gli Stati Uniti; attraversa l'Oceano Indiano e giunge negli Stati dell'Africa orientale con destinazione finale l'Europa.
Le rotte della cannabis seguono in molti casi quelle delle altre droghe: dal Messico, la marijuana va verso Stati Uniti e Canada mentre il Paraguay soddisfa tutta la domanda del continente sudamericano; dall'Albania, attraverso il Mare Adriatico, raggiunge l'Italia e poi gli altri Paesi europei. L'hashish invece che parte dal Marocco segue principalmente tre vie: attraverso lo Stretto di Gibilterra arriva in Spagna (che conta il maggior numero di sequestri di questa droga) e da lì viene smistato sui mercati di consumo dell'Europa; attraverso Algeria e Tunisia, raggiunge i porti della Cirenaica libica e sbarca sulle coste europee con scalo a Malta oppure segue la rotta desertica per l’Egitto per poi risalire fino alla Turchia, dove via terra viene mandata in Europa lungo i Balcani. Dal Pakistan l'hashish segue le stesse rotte del traffico di eroina mentre dal Libano passa in Siria e Turchia e da lì viene venduto in tutto il mondo.

### America Latina e Caraibi
In America Latina si concentrano le maggiori organizzazioni criminali attive nella produzione su larga scala degli stupefacenti e nel narcotraffico internazionale.

#### Colombia

Colombia

Attualmente la Colombia rimane uno dei Paesi in cui la droga (soprattutto cocaina, eroina e marijuana) rappresenta un affare che produce una buona parte di tutta la ricchezza del Paese: le piantagioni di coca, papavero da oppio e cannabis si estendono soprattutto nei dipartimenti del Nariño, del Putumayo e della Valle del Cauca. La fine dei grandi Cartelli che hanno dominato le scene del narcotraffico mondiale fino alla metà degli anni novanta non ha, infatti, diminuito la quantità di coca coltivata nel territorio colombiano e gli introiti da essa derivanti. Tale indice, oltre a mettere in guardia sulla stabilità dell'economia del Paese, rivela il fallimento del Plan Colombia messo in atto dagli Stati Uniti per contrastare le coltivazioni illecite di droghe. Al dominio dei grandi Cartelli si è andato sostituendo un mercato frammentato, con gerarchie non marcate e caratterizzato dalla moltitudine di gruppi dalle dimensioni molto ristrette che ha indotto le autorità di intelligence a definire il fenomeno con il termine di "miniaturizzazione dei cartelli". Tali gruppi vengono chiamati BACRIM (Bandas Criminales) e operano sempre in più stretta alleanza con i narcos messicani e con i gruppi paramilitari colombiani.
Una delle caratteristiche che da sempre ha contraddistinto i trafficanti colombiani è la loro genialità nell'individuare efficienti sistemi di spedizione della cocaina, nuovi itinerari di esportazione e metodi di occultamento. Se per la spedizione di piccoli quantitativi, infatti, sono ottimi i corrieri umani e animali, per i grossi carichi i colombiani hanno fatto ricorso alla progettazione e alla realizzazione di sottomarini avvalendosi del know how messo a disposizione da alcuni ingegneri russi. I sommergibili partono dalle coste colombiane, spesso scortati da una flotta di pescherecci e, secondo quanto emerso dalle indagini, seguono le rotte comprese tra l'isola di Malopelo e le Galapagos verso nord-ovest per giungere al punto d'incontro con la nave dei Cartelli messicani pronti a ricevere il carico che provvederanno a smistare nelle varie destinazioni. Vi sono casi in cui il sottomarino è addirittura radiocomandato da una nave d'appoggio che segue a prudenziale distanza e che, nel momento opportuno, consegna ai narcos messicani l'hardware per il successivo controllo delle operazioni. Per i grossi carichi vengono anche utilizzati dei piccoli aerei fatti atterrare e decollare su piste clandestine disseminati sui territori. Oltre alla rotta Pacifica, molto battuta è anche la rotta che passa per i Caraibi occidentali (Giamaica e isole Cayman) e arriva in Messico dall'America Centrale. I Caraibi sono snodi fondamentali anche per la via della Florida e la costa est.
Fondamentale nel contesto colombiano è stato il ruolo giocato dalle FARC e delle altre formazioni guerrigliere di estrema sinistra, quali l'ELN, ma anche di estrema destra, come le Autodefensas Unidas de Colombia (AUC), che hanno smobilitato nel 2006 e sono confluite nelle BACRIM. All'inizio degli anni novanta le FARC si interessarono al business del narcotraffico attraverso la pretesa del pagamento di una tassa in cambio della protezione alle coltivazioni illecite e al trasporto della merce. Successivamente, la protezione si estese anche ai laboratori e soprattutto alle piste clandestine di atterraggio e decollo dei piccoli velivoli che, imbottiti di sostanze stupefacenti, si alzavano in volo per raggiungere i mercati di destinazione. Negli ultimi anni la guerriglia ha deciso di rompere con la linea pregressa scegliendo di gestire direttamente le coltivazioni di coca e di papavero da oppio e di produrre in proprio la droga, che viene ceduta ai messicani in cambio di partite di armi necessarie alla guerriglia; in particolare, i guerriglieri si sono insediati al confine con l'Ecuador e con il Venezuela occupando anche vaste porzioni di territorio ecuadoregno e venezuelano, in zone di difficilissimo accesso, dove hanno realizzato propri punti di raffinazione della droga e di deposito.
Nonostante gli accordi di pace tra le FARC e il governo colombiano del 2016, la produzione di coca nel Paese è aumentata del 52%, passando da 96.000 a 146 000 ettari, sempre più controllata da BACRIM al soldo del Cartello messicano di Sinaloa.

#### Perù

Perù

Per alcuni decenni il Perù e la Colombia si sono contese il primato mondiale della produzione di piante di coca. La produzione della coca peruviana si è sempre concentrata nella Valle dell'Alto Huellaga e nella valle dei fiumi Apurimac ed Ene, al confine con la Bolivia, dove negli anni '80-'90 la pasta di coca veniva venduta ai Cartelli di Medellin e Cali da criminali locali alle loro dipendenze, primo fra tutti Demetrio Chávez Peñaherrera, meglio noto come "El Vaticano", che dichiarò di avere pagato 50.000 dollari al mese a Vladimiro Montesinos, ex consigliere sulla sicurezza del Presidente peruviano Alberto Fujimori, per proteggere i suoi traffici.
Negli anni '90 la produzione di coca passò nelle mani del gruppo terroristico Sendero Luminoso, che tassava i cocaleros dell'Alto Huellaga e proteggeva i trafficanti locali per finanziare la guerriglia. Anche se quasi tutta la cocaina che viene consumata negli Stati Uniti proviene dalla Colombia, i piccoli clan familiari peruviani (le cosiddette "firmas") hanno installato laboratori per produrre in proprio cocaina, che finisce negli Stati Uniti, Brasile ed Europa attraverso accordi con il Cartello di Sinaloa, la 'Ndrangheta e il Primeiro Comando da Capital: si stima che ormai il 60% della cocaina consumata oggi in Europa proviene dal Perù attraverso i porti brasiliani mentre il Brasile è diventato il secondo consumatore mondiale di cocaina.

#### Bolivia

Bolivia

Oggi la Bolivia si attesta come terza produttrice mondiale di cocaina (dopo Colombia e Perù), che si coltiva soprattutto nelle regioni del Chapare (dipartimento di Cochabamba) e Yungas (dipartimento di La Paz). Tuttavia, nella metà degli anni '70, la Bolivia ne era il primo produttore al mondo, con 110 000 ettari coltivati a piante di coca e una produzione annua di 75 000 tonnellate di pasta di coca: il principale narcotrafficante boliviano dell'epoca era Roberto Suárez Gómez (conosciuto come il "re della cocaina"), ricco proprietario terriero che inviava quasi due tonnellate di pasta di coca al giorno dai suoi laboratori nella giungla boliviana ai soci colombiani del Cartello di Medellín; Suárez Gomez disponeva anche di una milizia paramilitare composta da 1500 uomini addestrati da ex ufficiali nazisti e nel 1980 fu tra i finanziatori del golpe militare del generale Luis García Meza Tejada, che trasformò la Bolivia in un vero e proprio "narco-stato".
L'arresto di Roberto Suárez Gómez (1988) e del nipote Jorge Roca Suarez (avvenuto invece nel 1990), nonché la fine dei loro alleati di Medellìn, furono frutto della "guerra alla droga" lanciata dagli Stati Uniti contro il traffico di cocaina: nel 1988 gli USA infatti indussero il governo boliviano a varare la legge n. 1008, con la quale si stabilì di limitare la produzione di coca ad alcune zone del Paese definendo i luoghi dove sarebbe stata coltivata per usi illegali. In risposta ai tentativi di eradicare la coltivazione della coca, i cocaleros del Chapare si unirono in organizzazioni sindacali, che in breve tempo diventarono molto potenti e guadagnarono un vasto consenso nella società boliviana al punto che il loro leader, Evo Morales, divenne presidente della Bolivia nel 2005: uno dei primi atti del governo di Morales furono le espulsioni dal Paese dell’ambasciatore statunitense e di alcuni membri della DEA con l’accusa di cospirazione.
A partire dagli anni '90 in Bolivia si è registrata la presenza di importanti organizzazioni criminali (Cartello di Sinaloa, Primeiro Comando da Capital, 'Ndrangheta e Cosa Nostra) interessate ad acquistare carichi di cocaina: infatti i narcos boliviani producono il 60% della cocaina consumata in Brasile mentre il resto del prodotto viene esportato prevalentemente in Europa.

#### Messico

Messico

Il Messico è il primo produttore di eroina, marijuana e metanfetamine destinate al mercato statunitense e l'esportatore del 90% della cocaina consumata negli USA. Il trasporto di queste sostanze stupefacenti attraverso la frontiera americana avviene mediante tunnel sotterranei, corrieri assoldati tra gli emigrati clandestini, navi, camion o aerei privati.
Tra gli anni '90 e gli anni 2000 il Cartello di Sinaloa è stato rivale con altri due cartelli storici, il Cartello di Tijuana e il Cartello del Golfo, ma ha iniziato un conflitto anche contro gli ex alleati del Cartello di Juàrez per il controllo della frontiera a Ciudad Juárez, che è diventata una città temuta per il suo alto tasso di omicidi (se ne stimano oltre 12 000 dal 2007): infatti, le faide tra narcos e la guerra aperta dal Governo Calderón contro i Cartelli, che hanno causato in tutto il Paese più di 7 000 omicidi all'anno e quasi 60 000 persone sparite nel nulla tra il 2006 e il 2019, hanno coinvolto anche numerosi civili, rimasti uccisi negli scontri poiché i Cartelli si servivano di armi pesanti quali mitragliatrici, esplosivi e bazooka. L'escalation dei conflitti ha indotto i Cartelli ad arruolare squadre di mercenari paramilitari alle loro dipendenze (il Cartello del Golfo ha assoldato i Los Zetas mentre quello di Juàrez ha costituito La Linea, formata da ex poliziotti).

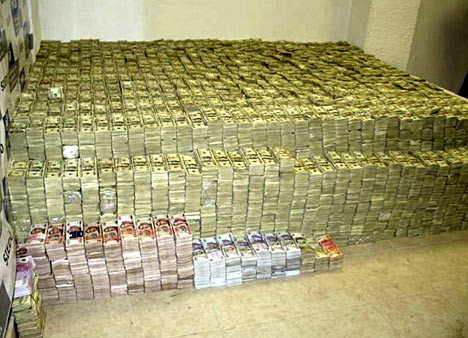
Confisca di 207 milioni di dollari in diverse valute in Messico nel 2007

In questi anni avvenne l'irreversibile declino del Cartello di Tijuana (decimato dagli arresti e dalla guerra contro Sinaloa) e la frammentazione degli altri Cartelli in organizzazioni più piccole (come avvenne per esempio con i Beltrán Leyva che si staccarono dal Cartello di Sinaloa e con i Caballeros Templarios, nati dai resti della Familia Michoacana), che si tradussero in un nuovo aumento degli indici di violenza già alti nel Paese (33 000 omicidi nel 2018, cresciuti a 35 000 l'anno successivo, con una media di 95 assassinii al giorno).
Nel frattempo la produzione di eroina nello Stato di Guerrero ha toccato il suo apice nel 2016 per poi subire un brusco tracollo tre anni dopo a causa del boom dell'abuso di oppiacei sintetici di fabbricazione cinese (soprattutto il fentanyl e i suoi derivati): infatti i Cartelli messicani avevano avviato rapporti con le Triadi di Hong Kong e Taiwan per importare efedrina necessaria per la produzione di metanfetamine e hanno iniziato ad acquistare anche grossi quantitativi di fentanyl; a oggi i narcos preferiscono importare direttamente le metanfetamine già sintetizzate in Cina ma hanno iniziato a produrre autonomamente fentanyl e derivati in laboratori clandestini, dove spesso vengono mescolati a eroina (la sostanza nata da tale miscuglio è nota in gergo come China White, che nel 2017 ha determinato un forte aumento delle morti per overdose negli USA).

#### Brasile

Brasile

Negli anni 2000 il Brasile è diventato il secondo consumatore mondiale di cocaina, dopo gli Stati Uniti, e primo al mondo per consumo di crack (i cristalli di cocaina da fumare). Nel Paese sono presenti almeno una trentina di gruppi criminali che controllano le locali favelas, ma il Primeiro Comando da Capital (PCC) di San Paolo, il Comando Vermelho (CV) di Rio de Janeiro e la Familia do Norte (FdN) di Manaus, sono le organizzazioni criminali più potenti e sanguinarie, nate nel violento contesto carcerario brasiliano. In particolare il PCC conta circa 30 000 affiliati e la sua attività principale (oltre a omicidi, furti e sequestri di persona) è il traffico di cocaina: la materia prima è acquistata direttamente nei confinanti Perù e Bolivia e fatta transitare dal Paraguay da contrabbandieri affiliati al PCC (che gestiscono anche la fiorente produzione di marijuana paraguayana) per giungere ai consumatori nelle metropoli di San Paolo, Curitiba o Rio de Janeiro mentre il resto dei carichi viene imbarcato soprattutto dal porto di Santos, nello Stato di San Paolo, e fanno scalo in Africa occidentale (soprattutto in alcuni Stati di lingua portoghese come Capo Verde e Guinea Bissau) per andare a rifornire il 60% del mercato europeo. In quest'ottica il PCC ha stabilito importanti accordi con la 'Ndrangheta e infatti, a partire dal 2014, sono aumentati nel porto di Gioia Tauro i sequestri di cocaina proveniente da Santos.

#### Venezuela

Venezuela

Il Venezuela è stato etichettato come un narco-stato a causa dei rapporti tra alcuni funzionari del governo venezuelano con i cartelli della droga. Infatti nella regione di Catatumbo, al confine tra Colombia e Venezuela, vi è un'alta concentrazione di piantagioni di coca gestite dai guerriglieri delle FARC grazie alla protezione accordata in passato dal governo di Hugo Chavez e dalla Fuerza Armada Nacional Bolivariana, che consentivano anche il transito dei carichi di cocaina attraverso il Paese, tanto che si arrivò a parlare di un vero e proprio "Cartello dei soli", dal nome dello stemma indossato sulle divise degli ufficiali venezuelani.
Nel 2017 l'ex vice presidente venezuelano Tareck El Aissami è stato accusato dal governo statunitense di essere un narcotrafficante e favorire il Cartello messicano dei Los Zetas; anche i nipoti del presidente Nicolas Maduro furono accusati di finanziare traffici di cocaina. Per queste ragioni, nel novembre del 2017, l'ambasciatrice statunitense all'ONU, Nikki Haley, ha definito il Venezuela un "narco-stato che minaccia la regione, l'emisfero e il mondo".

#### Ecuador

Ecuador

La posizione strategica dell'Ecuador, incastonata tra Colombia e Perù, due dei maggiori produttori di cocaina al mondo, lo rende un importante punto di transito per le spedizioni di droga verso i mercati internazionali, in particolare l'Europa. Tutto ciò ha indotto diversi gruppi criminali stranieri, come le BACRIM colombiane, i cartelli messicani e la mafia albanese, ad infiltrarsi nel tessuto socio-economico del Paese attraverso la corruzione e ad allearsi con le numerose gang locali (chiamate las pandillas). Nel 2024, circa il 70% del traffico mondiale della cocaina passerebbe ormai dai porti dell'Ecuador. L'impennata del traffico di droga ha portato a sequestri record e a violenze senza precedenti, con un tasso di 45 morti ammazzati ogni 100.000 abitanti nel 2023, fra i più alti al mondo, che culminarono con l'omicidio del candidato presidenziale Fernando Villavicencio. Per questi motivi, nel 2024 il neo-presidente ecuadoriano Daniel Noboa ha dichiarato lo stato d'emergenza.

#### Giamaica

Giamaica

La Giamaica è un grande produttore di marjiuana (detta anche “ganja” in dialetto creolo e resa famosa in tutto il mondo dalla cultura rastafariana) e, a partire dagli anni '80, è diventata anche una base di smistamento della cocaina colombiana verso il mercato statunitense: infatti, alla fine del decennio, le gang giamaicane (le cosiddette "posse"), soprattutto la potente e violenta Shower Posse, controllavano il 40% del mercato americano del crack, grazie ai numerosi immigrati giamaicani presenti nelle città di New York, Miami, Houston e Toronto, e si resero protagonisti di centinaia di omicidi nelle "guerre della cocaina" tra il 1985 e il 1988 (si parlò infatti di una "epidemia di crack" negli USA poiché nel 1991 si arrivarono a contare 400 000 consumatori nella sola New York).
A oggi le "posse" criminali, oltre a gestire il flusso di cocaina dalla Colombia e le piantagioni locali di cannabis, controllano vaste aree e quartieri di Kingston Town, Montego Bay e Spanish Town, che sono teatro giornaliero di efferati omicidi, conflitti a fuoco, sequestri di persona e violenze sessuali. Nel 2010 Kingston fu teatro di violenti scontri tra membri delle gang e polizia per impedire l'estradizione negli Stati Uniti del narcotrafficante ricercato Christopher Coke, capo della Shower Posse, che infine venne catturato dalle forze dell'ordine giamaicane.

### Africa

Il continente africano

Nei primi anni 2000 il continente africano è diventato un'area di passaggio degli stupefacenti che devono raggiungere i mercati di consumo dell'Occidente industrializzato: l'eroina prodotta nel Triangolo d'oro e nella Mezzaluna d'oro segue sempre più spesso la rotta africana per raggiungere l'Europa e il Nordamerica; la cocaina in partenza da Colombia, Brasile e Venezuela fa scalo nei porti di Dakar (Senegal), Abidjan (Costa d'Avorio), Tema (Ghana), Lagos (Nigeria), Cotonou (Benin), Lomè (Togo) e Douala (Camerun), ma anche nelle vicine Mauritania, Mali, Guinea Bissau e nel Gambia, nei quali è forte la presenza di narcotrafficanti colombiani e brasiliani, per poi valicare il Sahara e raggiungere le coste mediterranee e da lì l'Europa, intersecandosi molte volte con le rotte del traffico di migranti. Anche il Marocco, pur rimanendo il primo produttore mondiale di cannabis, è diventato un Paese utilizzato dai narcos per fare arrivare la cocaina proveniente dal Sudamerica in Europa attraverso piccoli aerei o navi da carico. A causa della caduta di Muʿammar Gheddafi nel 2011 e la conseguente guerra civile che è scoppiata, i carichi di stupefacenti hanno iniziato ad affluire pure dalla Libia e dall'Egitto sotto il controllo dei miliziani locali: il porto libico di Tobruch è diventato un punto di partenza importante per l'hashish marocchino (ma anche per la cocaina proveniente dalle rotte del Sahel) destinato ai mercati europei, dove giunge soprattutto mediante gommoni e piccole imbarcazioni. La produzione di marijuana è aumentata in Nigeria e Ghana, che detengono il primato nell'intero continente, anche favorita dal consumo interno, che si affianca a quello sempre crescente di eroina, crack, amfetamine e allucinogeni, come pure il traffico di metaqualone (meglio conosciuto come "Cat"), prodotto in laboratori clandestini sparsi ormai in tutto il Corno d'Africa, dove il suo consumo è abbastanza diffuso.
Nel continente nero il primato delle organizzazioni criminali spetta alla mafia nigeriana, strutturata in confraternite (Cults): controlla gran parte dei traffici illeciti attraverso le numerose comunità di immigrati nigeriani in Brasile, Venezuela e Pakistan, che le hanno consentito di rifornirsi direttamente dai produttori e dispone di centinaia di corrieri (chiamati in gergo "muli"), che trasportano in corpo gli ovuli di cocaina o eroina con destinazione l'Europa o gli Stati Uniti, dove sono riusciti anche a imporsi nel commercio al dettaglio della droga in accordo con i gruppi criminali locali.

### Asia

Il continente asiatico

I maggiori produttori mondiali di oppio (e quindi di eroina) si concentrano nel continente asiatico: nell'Asia Meridionale, a cavallo tra Iran, Afghanistan e Pakistan (la "Mezzaluna d'oro", che è anche il secondo produttore al mondo di hashish), e nel Sud-est asiatico, nella regione denominata "Triangolo d'oro", che comprende vasti territori lungo il confine meridionale della Cina in cui s'incontrano le frontiere tra Birmania, Thailandia e Laos: queste zone sono uno "stato nello stato", ovvero la produzione di droga è controllata da tribù che non riconoscono il governo centrale del loro Paese e con tale commercio finanziano la loro lotta. Negli anni '90 il crollo dell'Unione Sovietica ha permesso l'apertura delle frontiere e la firma di nuovi accordi commerciali e doganali che hanno consentito all'eroina di conquistare nuovi mercati (per esempio la Russia) e di alimentare la corruzione legata al narcotraffico dei nuovi Stati dell'Asia centrale nati dalle ceneri dell'URSS. Nello stesso periodo il Triangolo d'oro ha perso il primato mondiale nella produzione di eroina a vantaggio dell'Afghanistan e ha convertito la produzione di oppio in quella sempre più redditizia di metanfetamine: numerosi laboratori clandestini di tale sostanza sono sorti nel nord della Birmania e alimentano un vasto mercato che comprende Thailandia, Malaysia, Bangladesh fino all’Australia, dove le metanfetamine (soprannominate "yaa-baa" nella versione in pillole) sono diffuse negli strati più poveri della popolazione. Fiorente è anche la produzione di metanfetamine in Giappone (che risale addirittura alla fine del XIX secolo), gestita dai clan della Yakuza che posseggono laboratori clandestini nella penisola coreana e gestiscono anche lo smercio di questa droga nelle isole Hawaii.

#### Cina

Cina

La Cina è la principale fonte mondiale di precursori chimici (soprattutto efedrina e anidride acetica) necessari per la produzione di metanfetamine ed eroina. La disponibilità illimitata di queste sostanze chimiche e la diffusa corruzione delle industrie farmaceutiche cinesi facilitano la produzione di grandi quantità di metanfetamine (chrystal-meth, ice, shaboo, bingdu), che avviene soprattutto in laboratori clandestini sparsi nelle provincie meridionali di Sichuan, Hubei e Guangdong, cui si aggiunge quella di ketamina, MDMA e fentanyl (un potente oppiaceo sintetico): si stima che negli anni 2010 le autorità cinesi hanno sequestrato circa 30 tonnellate di meth all'anno e la ketamina è diventata la seconda droga più consumata a Hong Kong dopo l'eroina. Infatti queste droghe sintetiche prodotte nel sud della Cina, oltre a soddisfare il vasto consumo interno, raggiungono spesso il porto di Hong Kong e da lì vanno a rifornire i vasti mercati illegali di Indonesia, Australia e Nuova Zelanda oppure raggiungono il Messico, grazie ad accordi con i locali Cartelli (soprattutto il Cartello di Sinaloa e i Caballeros Templarios) che poi le smerciano negli Stati Uniti, o addirittura l'Europa attraverso le numerose comunità di immigrati cinesi. Le transazioni e i pagamenti avvengono spesso attraverso il darknet e le app di messaggistica istantanea. Le amministrazioni Trump e Biden hanno adottato sanzioni nei confronti di industrie farmaceutiche cinesi accusate di esportazioni di droghe (soprattutto fentanyl).

#### Libano

Libano

In Libano la produzione di cannabis (da cui viene ricavato l'hashish) e del papavero da oppio si concentra nella Valle della Beqa', al confine con la Siria: secondo stime dell'ONU, il Paese è il terzo produttore mondiale di hashish dopo Marocco e Pakistan e dagli anni 2010 è diventata fiorente anche la produzione di fenetillina (potente anfetamina commercializzata sotto il nome di Captagon), che viene esportata in Giordania, Siria, Kuwait ma soprattutto in Arabia Saudita (consumatrice del 50% della produzione totale) e anche in Europa.
La produzione di hashish nella Valle della Beqa' crebbe a dismisura durante la guerra civile libanese (1975-1990) ma a partire dal 1994 venne soffocata dalle truppe d'occupazione siriane, che bruciarono le piantagioni di cannabis e papavero e incarcerarono numerosi contadini. La produzione ha ripreso con forza nel 2005, a seguito della ritirata dei soldati siriani, ma la Valle di Beqa' è finita sotto il controllo di Hezbollah (Partito di Dio), fazione sciita politicamente vicina all'Iran che si oppone all’uso e alla produzione di tutti i tipi di droghe. Gli Stati Uniti hanno però ripetutamente accusato Hezbollah di traffico di droga, accuse che il gruppo nega fortemente: nel 2011 una grande indagine antidroga chiamata 'Progetto Cassandra' condotta dalla DEA rivelò i legami di Hezbollah con i cartelli della droga colombiani e venezuelani per il traffico di cocaina verso l'Europa e che i flussi di denaro sporco ricavato confluivano nella Lebanese Canadian Bank di Beirut per finanziare le attività del gruppo. Inoltre, secondo le autorità americane, durante la guerra civile siriana Hezbollah ha spostato dalla Valle di Beqa' in Siria la produzione di tonnellate di Captagon, che esportano anche all'estero in cambio di armi e contanti.

#### Turchia

Turchia

La Turchia è da sempre il crocevia fondamentale del traffico internazionale di eroina che dall'Afghanistan giunge in Europa ma, nel corso degli anni, è diventata un Paese di smistamento anche per la cocaina (in transito ma destinata pure al mercato locale), per le amfetamine (in particolare la fenetillina) e l'MDMA (proveniente da Paesi Bassi e Belgio). La produzione di cannabis (destinata prevalentemente al consumo interno) si concentra invece nella provincia di Diyarbakir, sotto il controllo del Partito dei Lavoratori del Kurdistan (PKK), organizzazione paramilitare di estrema sinistra a difesa della minoranza etnica dei curdi che si finanzia anche attraverso il narcotraffico: le autorità inglesi sostengono che negli anni '90 il PKK arrivò a controllare il 40% del mercato europeo dell'eroina e addirittura l'80% di quella venduta nella città di Parigi grazie ai numerosi immigrati curdi sparsi in Germania, Paesi Bassi, Belgio, Francia e Regno Unito.
La cocaina arriva in Turchia dal Sudamerica, destinata al mercato interno o in transito verso Europa, Azerbaigian e Iraq attraverso i grandi porti marittimi sulla costa mediterranea (in particolare Istanbul e Mersin). Le pasticche di fenetillina (Captagon) prodotte in Bulgaria attraversano il territorio turco per finire in prevalenza negli Emirati Arabi o in Arabia Saudita.

### America del Nord

America del Nord

Gli Stati Uniti d'America sono i primi consumatori di cocaina e marijuana al mondo. Le autorità americane stimano che il 90% della cocaina che entra negli Stati Uniti arriva dalla Colombia via Messico e il business è interamente gestito dai potenti Cartelli messicani, che controllano i vari passaggi lungo il confine, necessari anche per riversare nel Paese tonnellate di eroina, marijuana e metanfetamine, di cui i messicani detengono pure il primato per produzione e smercio in suolo americano.
Nonostante la cannabis sia vietata a livello federale, a partire dagli anni '80 gli Stati Uniti sono diventati uno dei maggiori produttori mondiali (soprattutto lo Stato della California) e tra il 2012 e il 2016 quattro Stati (California, Nevada, Maine e Massachusetts) l’hanno depenalizzata per scopi “ricreativi” mentre altri quattro (Florida, Arkansas, Montana e North Dakota) solo per fini medici; tuttavia, per soddisfare l'enorme domanda interna, la marijuana viene anche esportata dal Messico e, in misura minore, dai Caraibi (soprattutto Giamaica), sempre sotto il controllo dei narcos messicani e sudamericani, ma tale traffico ha subito un brusco calo del 40% dopo le depenalizzazioni del 2016. Negli anni a seguire negli USA si è avuta un'impennata dell'abuso di fentanyl e di altri oppiacei sintetici, pure trafficati dai messicani, che secondo le autorità americane è una risposta dei Cartelli al calo della marijuana illegale.
Anche il Canada si attesta come grande consumatore di cocaina del continente dopo gli USA: la droga viene importata nel Paese nordamericano dal Cartello di Sinaloa e dalla 'Ndrangheta. L'epidemia di fentanyl si è diffusa anche in territorio canadese, dove ha fatto 4 000 morti per overdose nel 2017. Nel 2018 il Parlamento del Canada ha approvato il "Cannabis act", che depenalizza l'uso della cannabis a fini ricreativi, e ciò ne ha fatto il secondo Paese al mondo dopo l'Uruguay a porre fine al proibizionismo della marijuana.

### Europa

Europa

Secondo il XXI rapporto dell'Osservatorio europeo delle droghe e delle tossicodipendenze attualmente il mercato della droga in Europa ha un valore di 24 miliardi di euro..
Il principio attivo delle pasticche di ecstasy (MDMA) è salito a 131 mg nel 2014 rispetto ai 93 dell'anno precedente.
L'eroina viene venduta stabilmente con una purezza intorno a una percentuale tra il 15% e il 29%.
Nell'ultimo anno la cannabis è stata consumata da 38,7 milioni di europei, la cocaina da 6 milioni, l'MDMA da 4,6 milioni e le amfetamine da 2,9 milioni di persone. Dal 2001 al 2010 è rapidamente aumentata la percentuale dei consumatori europei di cocaina e infatti quasi la metà della produzione totale di questa droga è ormai destinata all'Europa. Nel 2021 sono state sequestrate in Europa 303 tonnellate di cocaina, una quantità 5 volte maggiore di quella sequestrata 10 anni prima.
Le droghe importate entrano principalmente da porti e aeroporti della Spagna, a seguire quelli del Regno Unito, Paesi Bassi, Belgio, Germania e Italia: dal Sud America (comunemente da Bolivia, Brasile, Perù e Venezuela ma anche dalla Colombia) arriva la cocaina, da Marocco, Albania, Paesi Bassi e Medio Oriente i derivati della cannabis, mentre dall'Afghanistan, seguendo soprattutto il corridoio balcanico o africano, l'eroina. Le droghe sintetiche invece arrivano in prevalenza dai Paesi Bassi, che sono il primo Paese al mondo nella produzione di MDMA, LSD, anfetamine, GHB (una delle "droghe dello stupro") e metacrilato, sintetizzate in laboratori clandestini gestiti da criminali fiamminghi e da bande di motociclisti; inoltre, buona parte della marijuana consumata nell'Europa occidentale proviene dalle coltivazioni indoor olandesi e i porti di Anversa e Rotterdam sono diventati uno degli approdi europei principali della cocaina sudamericana.

#### Albania

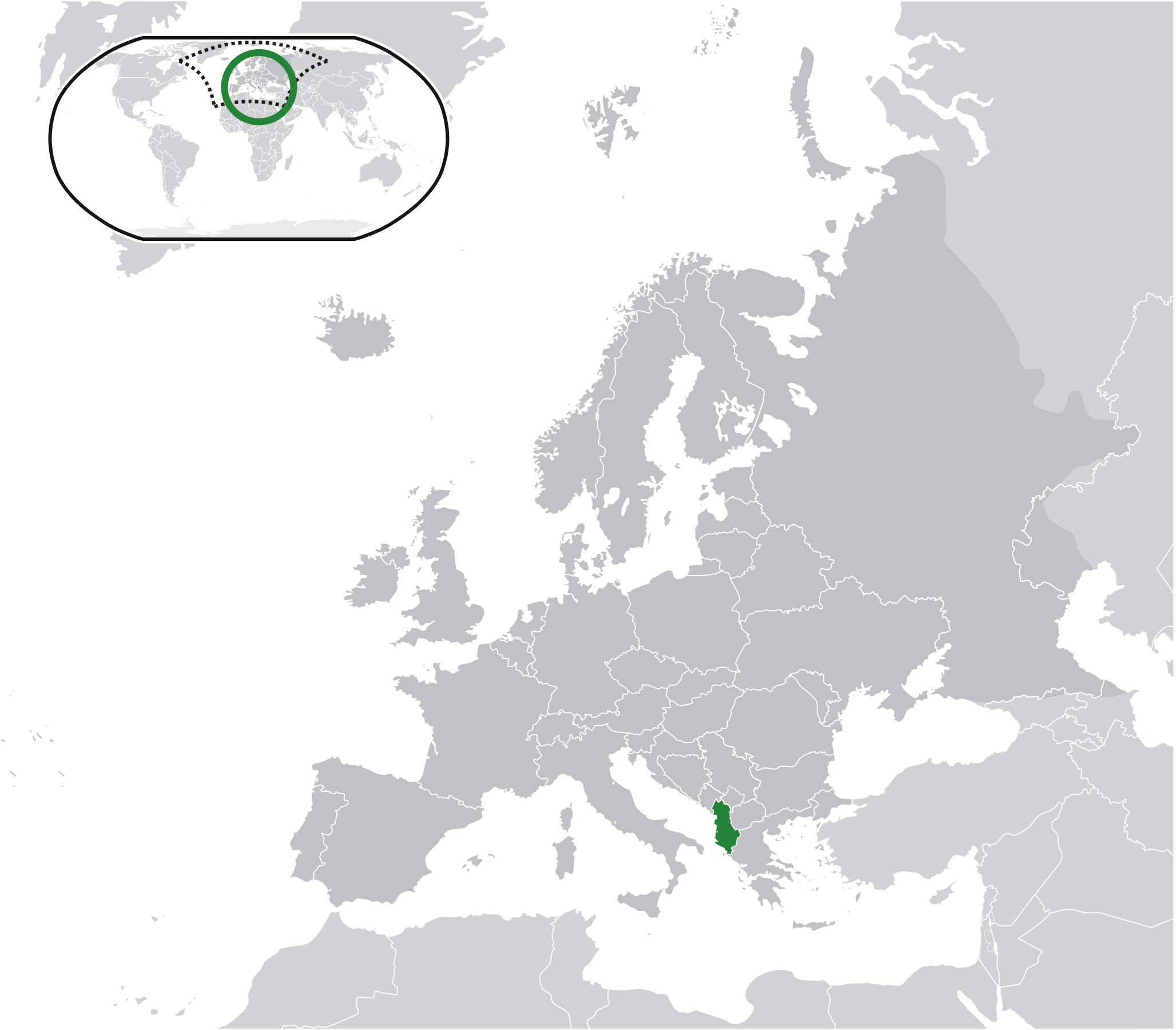
Albania

La caduta del regime comunista di Enver Hoxha (1991) e gli sconvolgimenti nell'area balcanica hanno trasformato l'Albania in luogo di produzione e di smistamento degli stupefacenti (soprattutto marijuana, eroina e cocaina), gestita da gruppi criminali locali (comunemente definiti "mafia albanese") strutturati in clan su base familiare insediati prevalentemente nella zona di Valona e Durazzo che si sono trasferiti anche in Italia e negli altri Paesi dell’Europa al seguito dei flussi migratori di quegli anni.
Nel corso degli anni '90 i clan albanesi hanno acquistato grossi quantitativi di eroina dalla mafia turca e hanno anche installato raffinerie nel Kosovo (dove il 90% della popolazione è di etnia albanese), sotto il controllo dei guerriglieri filo-albanesi dell'UCK: secondo un rapporto dell'Interpol del 1997, gli albanesi ormai dominavano il mercato dell'eroina in Svizzera, Austria, Belgio, Germania, Ungheria, Repubblica Ceca, Norvegia, Svezia.
Nello stesso periodo l'Albania è diventata il primo Paese europeo per produzione di marijuana: alla fine degli anni '90 le piantagioni di cannabis hanno sostituito le colture di patate nel sud del Paese e, attraverso gli scafisti di Valona che solcavano il Canale d'Otranto, raggiungeva le coste italiane per essere immessa nel mercato. Nel 2014 il Primo ministro albanese Edi Rama ha ordinato l'assedio del paese-fortezza di Lazarat (nei pressi di Argirocastro), dove venivano prodotte circa 900 tonnellate di cannabis all'anno per un valore complessivo di circa 4,5 miliardi di euro, quasi la metà dell'intero PIL dell'Albania. Tuttavia ciò non ha risparmiato il Governo Rama da accuse di corruzione e di collusione con i narcotrafficanti, che hanno portato alle dimissioni dei ministri Saimir Tahiri e Fatmir Xhafaj, imparentati con i clan che gestivano il traffico di tonnellate di marijuana tra le coste albanesi e quelle italiane.
I clan albanesi hanno stabilito anche contatti diretti con i narcos colombiani attraverso connazionali impiantati negli USA e in Sudamerica, in particolare in Ecuador: i carichi di cocaina acquistati in Colombia arrivano soprattutto presso i grandi porti europei di Rotterdam e Anversa, dove vengono ritirati da bande di immigrati albanesi che poi li smerciano in tutta Europa e hanno anche stretto accordi con la 'Ndrangheta e con Cosa Nostra per le forniture di cocaina e marijuana. Nel febbraio 2018 avvenne il più grande sequestro di cocaina della storia in terra albanese: la polizia sequestrò 613 kg di cocaina occultati in una spedizione di banane dalla Colombia in arrivo nel porto di Durazzo.

#### Paesi Bassi

Paesi Bassi

Nei primi anni '70 Amsterdam divenne un luogo preferito di pellegrinaggio per giovani hippy provenienti da tutta Europa ma, soprattutto, il principale snodo europeo per l'eroina proveniente dal Triangolo d'oro e venduta all'ingrosso da immigrati cinesi affiliati alle Triadi. Da allora il Paese si è trasformato in un crocevia fondamentale per il traffico di diverse droghe, anche a causa della tollerante legislazione olandese in materia di stupefacenti: alla fine degli anni '80, bande di ex contrabbandieri locali hanno installato nelle province meridionali del Brabante Settentrionale e del Limburgo, al confine con Belgio e Germania, numerosi laboratori clandestini per la produzione di amfetamine e, poi, dagli anni '90, di MDMA (meglio conosciuta con il nome commerciale di ecstasy), che venivano poi esportate nei Paesi scandinavi, Regno Unito, Germania, Italia ma anche negli Stati Uniti, Canada e Australia grazie ad accordi con la mafia israeliana (che forniva i corrieri per il trasporto oltreoceano). In breve, grazie al know-how chimico e organizzativo raggiunto, i Paesi Bassi divennero il primo produttore mondiale di MDMA.

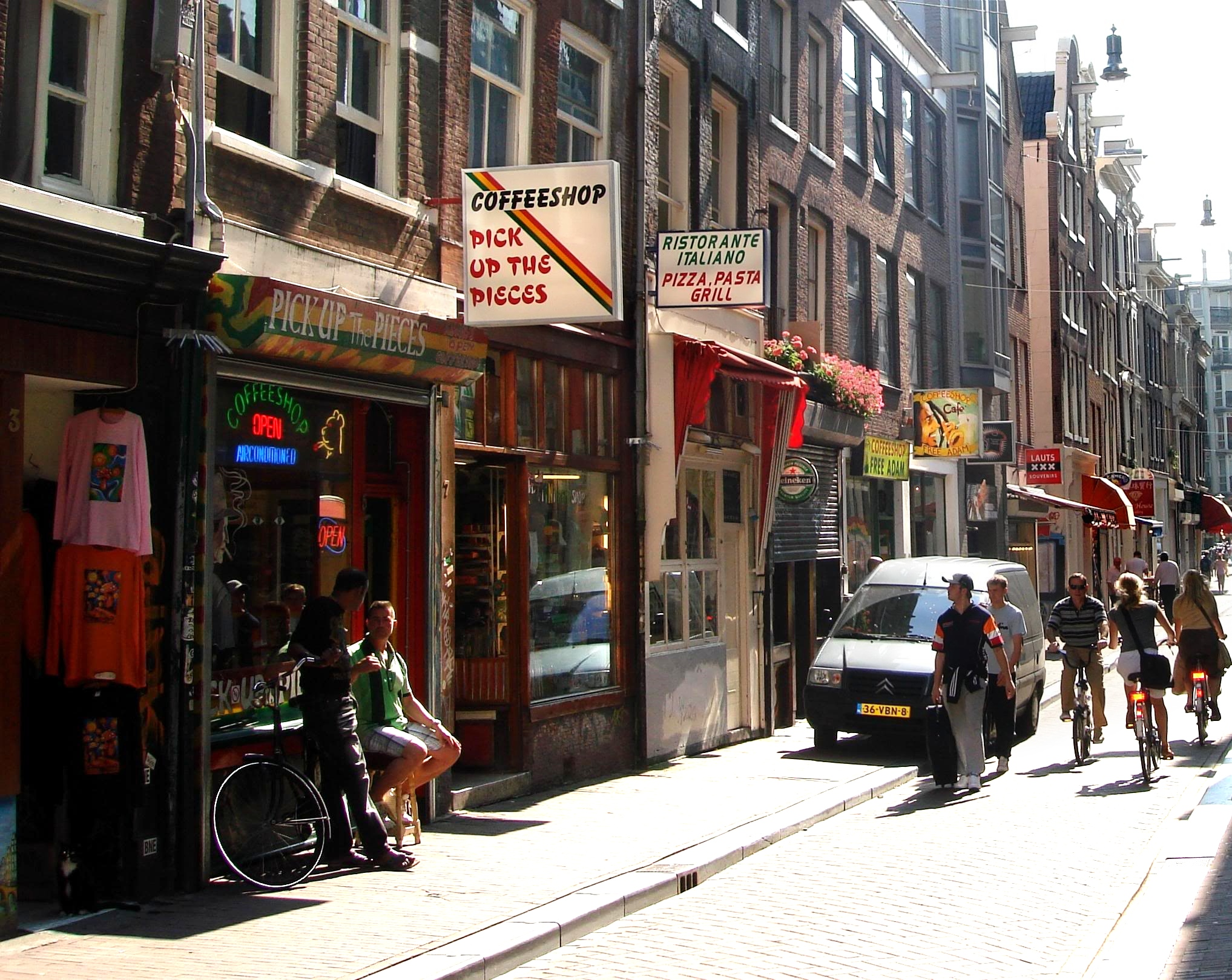
Coffee-shop di Amsterdam

A partire dagli anni '90 bande formate da immigrati marocchini operanti nei Paesi Bassi (denominate "Moccro Mafia", termine spregiativo olandese per indicare le minoranze maghrebine) risultarono coinvolte principalmente nell'importazione di hashish dal Marocco e riuscirono ben presto a stabilire contatti diretti con i cartelli colombiani e messicani per la fornitura di cocaina attraverso i porti di Rotterdam e Anversa: negli anni 2010 i clan della Moccro Mafia si sono resi responsabili di un'ondata impressionante di omicidi insolita per i Paesi Bassi (tra cui quello del giornalista Peter Rudolf de Vries, ucciso nel 2021) al punto da fare mettere sotto scorta il Primo ministro Mark Rutte e nel 2019 uno dei boss marocchini-olandesi più noti, Ridouan Taghi, è stato arrestato ed estradato da Dubai (dove viveva una latitanza di lusso) accusato di essere mandante di numerosi di questi fatti di sangue.
Da diversi decenni i Paesi Bassi sono diventati il quartier generale di cartelli colombiani e messicani, 'Ndrangheta, Camorra, clan mafiosi turchi, albanesi, serbi e montenegrini, proprio in relazione allo smistamento in tutta Europa degli ingenti carichi di stupefacenti (eroina, cocaina, MDMA, marijuana, hashish) che approdano nei porti di Rotterdam e Amsterdam: proprio per questo motivo, dagli anni 2010, tali organizzazioni criminali hanno iniziato a stringere vantaggiosi accordi con la Moccro Mafia; per esempio il broker Raffaele Imperiale, detto il "manager della Camorra", ha importato tonnellate di cocaina nelle maggiori piazze di spaccio napoletane (considerate le più grandi d'Europa) grazie ai suoi legami con i narcos olandesi e colombiani e infatti è stato catturato nel 2021 a Dubai, dove aveva trascorso la latitanza insieme a Taghi.

## Il mercato mondiale del traffico di droga

### Fatturato e riciclaggio degli introiti
Secondo stime dell'UNODC, le organizzazioni criminali mondiali fatturano in totale con il commercio di droga circa 262 miliardi di euro all'anno. Il denaro ricavato dal traffico di droga è "sporco" (cioè frutto di attività illegali) e ha bisogno di essere "pulito" in modo che le banche e altre istituzioni finanziarie lo assorbano senza sospetto. Il denaro può essere riciclato con molti metodi che variano per complessità e sofisticazione: per queste operazioni vengono utilizzati quegli istituti finanziari che beneficiano del cosiddetto segreto bancario, cioè quelli che non devono rendere conto della provenienza del denaro che viene in essi depositato. In sostanza al denaro sporco viene fatta percorrere una serie di passaggi tra vari istituti, a volte passando attraverso società offshore per tornare poi pulito su un qualche conto corrente, pronto per essere usato. Altre forme comuni di riciclaggio sono investire in beni immobili o nel settore turistico, scommettere su eventi sportivi tramite elaborati sistemi che permettono al più di perdere solo una piccolissima percentuale sulle scommesse, oppure investire in società offshore sparse nei vari paradisi fiscali nel mondo (per esempio Panama, Bahamas, Isole Cayman, Taiwan, ecc.).
Tra i celebri casi di istituti bancari implicati nel riciclaggio troviamo quello della BCCI (Bank of Credit and Commerce International), che negli anni '80 riciclava denaro per conto del Cartello di Medellin, oppure la londinese HSBC e la statunitense Wachovia Bank, che negli anni 2000 gestivano i capitali di alcuni Cartelli messicani.

### Broker e trafficanti di droga in proprio
Molto importante nelle transazioni di droga è diventata la figura del broker, che ha il compito di fare da tramite tra le organizzazioni criminali produttrici e quelle che si occupano della distribuzione sui mercati di consumo: il broker più importante degli anni ottanta e novanta fu infatti il romano di origini calabresi Roberto Pannunzi, capace di mettere insieme cosche calabresi e siciliane per comprare partite di cocaina dai colombiani o eroina dalle organizzazioni criminali turche.
Esistono inoltre trafficanti di droga che non appartengono né a cartelli latino-americani, né a specifiche organizzazioni criminali di stampo mafioso o ad altre organizzazioni con un lungo retaggio storico quali 'ndrangheta, camorra, mafia, Hells Angels, mafia russa o criminalità albanese, nigeriana; ma che son riusciti a mettere in piedi comunque ingenti traffici di droga negli anni settanta e oltre: tra questi, l'afroamericano Frank Lucas, il quale importava eroina direttamente dal Triangolo d'oro agli Stati Uniti durante la guerra del Vietnam; l'australiano Terrance John Clark, soprannominato Mr. Asia, che negli anni settanta trafficava eroina dalla Thailandia verso la Nuova Zelanda e l'Australia; l'afroamericana Jemeker Thompson, detta "Queen Pin", che negli anni '80, assieme al marito Anthony Mosley, dominò il traffico di cocaina e crack a Los Angeles durante la cosiddetta "epidemia del crack"; l'olandese Klaas Bruinsma, che negli anni '80 fu responsabile dell'importazione di tonnellate di hashish dal Pakistan ai Paesi Bassi.

### Vendita su internet
Con l'avvento dell'e-commerce, è nata la possibilità di vendere droghe attraverso siti internet, sia sul web visibile che sul web sommerso (deep web e dark web), e pagarle in bitcoin oppure mediante l'utilizzo illecito di app di messaggistica istantanea (WhatsApp o Telegram).
Nell'ottobre del 2013 Ross Ulbricht (conosciuto sul web sotto lo pseudonimo di "Dread Pirate Roberts") venne arrestato e accusato dall'FBI di essere la mente creatrice del sito Silk Road (soprannominato l'Amazon delle droghe), "specializzato" soprattutto nella vendita con bitcoin di MDMA, eroina e cannabis e con guadagni pari addirittura a due milioni di dollari al mese; nel 2015 Ulbricht venne condannato all'ergastolo per traffico di droga, pirateria informatica e riciclaggio di denaro sporco.
Nel luglio del 2017 un'indagine congiunta dell'FBI, DEA ed Europol ha portato alla chiusura delle piattaforme e-commerce AlphaBay e Hansa Market, che operavano sul deep web con 200 000 utenti e 40 000 inserzionisti mettendo in vendita droghe e altri articoli illegali.

## Legislazioni nazionali

### Italia
La legislazione italiana è basata sul Decreto del presidente della Repubblica 9 ottobre 1990, n. 309, in particolare agli art. 73 e 74. Il primo prevede e punisce una serie di attività legate agli stupefacenti, identificate nella produzione, traffico e detenzione illeciti di sostanze stupefacenti e psicotrope. La pena prevista è la reclusione da sei a venti anni e la multa da euro 26.000 a euro 260.000; questa risulta quindi piuttosto elevata se confrontata con altre fattispecie penali previste dall'ordinamento (a mero titolo di esempio si può ricordare che l'omicidio colposo non aggravato è punito con una pena minima di sei mesi). In ogni caso, al fine di permettere un maggiore adattamento del trattamento sanzionatorio al disvalore del fatto sono previste diverse circostanze attenuanti speciali.
In relazione alle prime la più rilevante riguarda il traffico "di lieve entità" che prevede la pena della reclusione da uno a sei anni e la multa da euro 3.000 a euro 26.000.
L'applicazione di tale attenuante è spesso fondamentale: il traffico di stupefacenti si caratterizza per essere di dimensioni e pericolosità estremamente variabili.
Frequentemente, nella pratica forense, accade di riscontrare imputazioni per traffico di stupefacenti in relazione a fatti assolutamente minori, in tali occasioni appare quindi indispensabile consentire al giudice una corretta differenziazione della pena rispetto a casi ben più gravi, come quelli riguardanti il traffico internazionale e armato.
Va tuttavia sottolineato che, nella giurisprudenza, l'applicazione della norma in parola risulta ridotta: ciò, oltre a portare all'applicazione di pene a volte eccessive, è reso ancor più grave dall'impossibilità di distinguere (quantomeno a livello legislativo) la gravità dei comportamenti sanzionati anche in relazione alla pericolosità della sostanza trafficata.
Per analoghe ragioni inerenti alla concreta determinazione della pena è stato introdotto l'art. 80 del D.P.R. n. 309/1990 il quale prevede una serie di aggravanti, fra cui quella legata alla "ingente quantità". Quest'ultima introduce la possibilità di aumentare la pena massima fino a trenta anni di reclusione, individuando nel reato così circostanziato una fra le previsioni sanzionatorie più severe dell'intero ordinamento. L'art. 74 del D.P.R. n. 309/1990 prevede l'ipotesi dell'associazione per delinquere finalizzata al traffico di stupefacenti e individua pene più gravi rispetto all'art.73: per l'ipotesi associativa la reclusione è non inferiore ad anni venti per chi costituisce organizza o finanzia l'associazione, non inferiore ad anni dieci per chi solamente vi partecipa. L'associazione finalizzata al traffico di lieve entità è invece punita con pene dimezzate, anche in questo caso tuttavia l'applicazione dell'attenuante risulta eccessivamente ridotta; in questo caso le problematiche derivanti dagli orientamenti giurisprudenziali attuali sono ancor più deleterie. Infatti, in mancanza di una corretta applicazione dell'attenuante in oggetto, diventa impossibile operare una corretta differenziazione delle sanzioni tra i traffici di entità medio bassa (generalmente puniti con pene intorno ai venti anni per i "capi" dell'associazione) e quelli di maggiori dimensioni (in genere puniti con pene intorno ai ventiquattro anni).

## Il traffico di droga nei media

### Saggi
- Michele Pantaleone, Mafia e droga, Torino, Einaudi, 1966.
- Charles Siragusa e Robert Wiedrich, La pista del papavero: 25 anni di lotta contro il traffico della droga, Mursia, 1968.
- Alfred W. McCoy, con la collaborazione di Cathleen B. Read e Leonard P. Adams, La politica dell'eroina, Rizzoli, 1973.
- Catherine Lamour e Michel R. Lamberti, Il sistema mondiale della droga, Einaudi Editore, 1973.
- Enzo Catania e Piero Vigorelli, L'industria della droga, Venezia, Marsilio, 1973.
- Guido Blumir, Eroina: storia e realtà scientifica, diffusione in Italia, manuale di autodifesa, Feltrinelli, 1976.
- Gerald Posner, Il sole bianco. La mafia cinese sulla pista della droga, Milano, SugarCo, 1990.
- Pino Arlacchi, Imprenditorialità illecita e droga. Il mercato dell'eroina a Verona (con Roger Lewis), Il Mulino, 1990.
- Gabriel García Márquez, Notizia di un sequestro, Mondadori, 1996.
- Antonio Escohotado, Piccola storia delle droghe, Donzelli Editore, 1997.
- Alexander Cockburn e Jeffrey St. Clair, Il libro nero della polvere bianca, Nuovi Mondi Media, 2005.
- Mark Bowden, Killing Pablo, Rizzoli, 2002.
- Pino Arlacchi, La mafia imprenditrice: dalla Calabria al centro dell'inferno, Il Saggiatore, 2007.
- Vincenzo R. Spagnolo, Cocaina S.p.A., Luigi Pellegrini Editore, Cosenza, 2010.
- Ayda Levy, Il Re della cocaina. La mia vita con Roberto Suárez Gómez e la nascita del primo narco-stato, Mondadori, Milano 2012.
- Francesco Forgione, Mafia Export, Baldini Castoldi Dalai, Milano, 2009.
- Misha Glenny, McMafia, Mondadori, Milano 2008.
- Salvatore Lupo, Storia della mafia. Dalle origini ai nostri giorni, Donzelli, Roma 2004.
- Luca Rastello, Io sono il mercato. Teoria, metodi e stile di vita del perfetto narcotrafficante, Edizioni Chiarelettere, Milano 2009.
- Jean Ziegler, I signori del crimine. Le nuove mafie europee contro la democrazia, Marco Tropea, Milano 2000.
- Jean Ziegler, La Svizzera lava più bianco, Mondadori, Milano 1992.
- Fausto Cattaneo, Operazioni sotto copertura. Come ho infiltrato i cartelli della droga, Gabriele Capelli Editore, 2010.
- Diego Osorno, Z. la guerra dei narcos, La Nuova Frontiera, 2013.
- Anabel Hernàndez, La terra dei Narcos. Inchiesta sui signori della droga, Mondadori, 2014.
- Nicola Gratteri e Antonio Nicaso, Oro bianco. Storie di uomini, traffici e denaro dall'impero della cocaina, Mondadori, 2015.
- Paolo Nencini, La minaccia stupefacente: storia politica della droga in Italia, Il Mulino, 2017.

### Narrativa
- Arturo Pérez-Reverte, La Reina del Sur, Alfaguara, Madrid, 2002.
- Frederick Forsyth, Il cobra, Arnoldo Mondadori Editore, 2010.
- Don Winslow, Il potere del cane, Einaudi, 2011.
- Don Winslow, Le belve, Einaudi, 2011.
- Jorge Real, Il volo del silenzio, Longanesi, 2011.
- Yuri Herrera, La ballata del re di denari, La Nuova Frontiera, 2011.
- Malcom Beith, L'ultimo narco, Il Saggiatore, 2011.
- Roberto Saviano, ZeroZeroZero, Feltrinelli Editore, Milano, 2013.

### Cinema
Qui vengono citati alcuni film che hanno come tema principale il traffico di stupefacenti:
- 1948: Oppio (To the Ends of the Earth), regia di Robert Stevenson
- 1954: La Grande Razzia (Razzia sur La Chnouf), regia di Henri Decoin
- 1965: Colpo grosso ma non troppo (Le Corniaud), regia di Gérard Oury
- 1966: Il Papavero È Anche Un Fiore (The Poppy Is Also a Flower), regia di Terence Young
- 1971: Il Braccio Violento Della Legge (The French Connection), regia di William Friedkin
- 1972: Afyon - Oppio, regia di Ferdinando Baldi
- 1973: Lucky Luciano, regia di Francesco Rosi
- 1974: Contratto marsigliese (The Marseille Contract), regia di Robert Parrish
- 1975: Il Braccio Violento Della Legge Nº 2 (French Connection II), regia di John Frankenheimer
- 1977: La via della droga, regia di Enzo G. Castellari
- 1978: I guerrieri dell'inferno (Who'll Stop the Rain), regia di Karel Reisz
- 1979: I contrabbandieri di Santa Lucia, regia di Alfonso Brescia
- 1983: Scarface, regia di Brian De Palma
- 1985: L'anno del dragone (Year of the Dragon), regia di Michael Cimino
- 1987: Arma letale (Lethal Weapon), regia di Richard Donner
- 1990: Dimenticare Palermo, regia di Francesco Rosi
- 1990: Air America, regia di Roger Spottiswoode
- 1992: Narcos, regia di Giuseppe Ferrara
- 1997:  Strays, regia di Vin Diesel
- 1998: Lock & Stock - Pazzi Scatenati (Lock, Stock And Two Smoking Barrels), regia di Guy Ritchie
- 2000: Traffic, regia di Steven Soderbergh
- 2001: Blow, regia di Ted Demme
- 2003: Il Risolutore (A Man Apart), regia di F. Gary Gray
- 2003: Drug War - L'Ora Della Vendetta (Guilty by Association)', regia di Po Johns
- 2003: Veronica Guerin - Il prezzo del coraggio (Veronica Guerin), regia di Joel Schumacher
- 2004: Maria Full of Grace, regia di Joshua Marston
- 2006: Miami Vice, regia di Michael Mann
- 2007: American Gangster, regia di Ridley Scott
- 2008: Strafumati (Pineapple Express), regia di David Gordon Green
- 2009: Sbirri, regia di Roberto Burchielli
- 2012: Drug War (Du Zhan), regia di Johnnie To
- 2012: The Counselor - Il Procuratore (The Counselor), regia di Ridley Scott
- 2012: Le Belve (Savages), regia di Oliver Stone
- 2014: French Connection (La French), regia di Cédric Jimenez
- 2014: Escobar (Escobar: Paradise Lost), regia di Andrea Di Stefano
- 2014: La regola del gioco (Kill the Messenger), regia di Michael Cuesta
- 2015: Sicario, regia di Denis Villeneuve
- 2015: Non essere cattivo, regia di Claudio Caligari
- 2017: Escobar - Il Fascino Del Male (Loving Pablo), regia di Fernando León de Aranoa
- 2017: Barry Seal - Una storia americana (American Made), regia di Doug Liman
- 2018: Il corriere - The Mule, regia di Clint Eastwood
- 2018: Oro verde - C'era una volta in Colombia, regia di Ciro Guerra e Cristina Gallego

### Televisione
- 1984/1989: Miami Vice, ideata da Anthony Yerkovich
- 2002/2008: The Wire, ideata da David Simon
- 2005/2012: Weeds, ideata da Jenji Kohan
- 2008/2013: Breaking Bad, ideata da Vince Gilligan
- 2011/2015: La narcotici, ideata da Leonardo Fasoli e Maddalena Ravagli
- 2015/2017: Narcos, ideata da Chris Brancato, Carlo Bernard e Doug Miro
- 2017/2018: El Chapo, prodotta da Netflix
- 2017/in produzione: Snowfall, ideata da John Singleton, Eric Amadio e Dave Andron
- 2018/2021: Narcos: Messico, ideata da Carlo Bernard e Doug Miro
- 2019/in produzione: Come vendere droga online (in fretta) (How to Sell Drugs Online (Fast)), ideata da Philipp Käßbohrer e Matthias Murmann
- 2020: ZeroZeroZero, ideata da Stefano Sollima, Leonardo Fasoli e Mauricio Katz
- 2023: Painkiller, ideata da Micah Fitzerman-Blu e Noah Harpster